# Relazioni bilaterali tra Australia e Nuova Zelanda

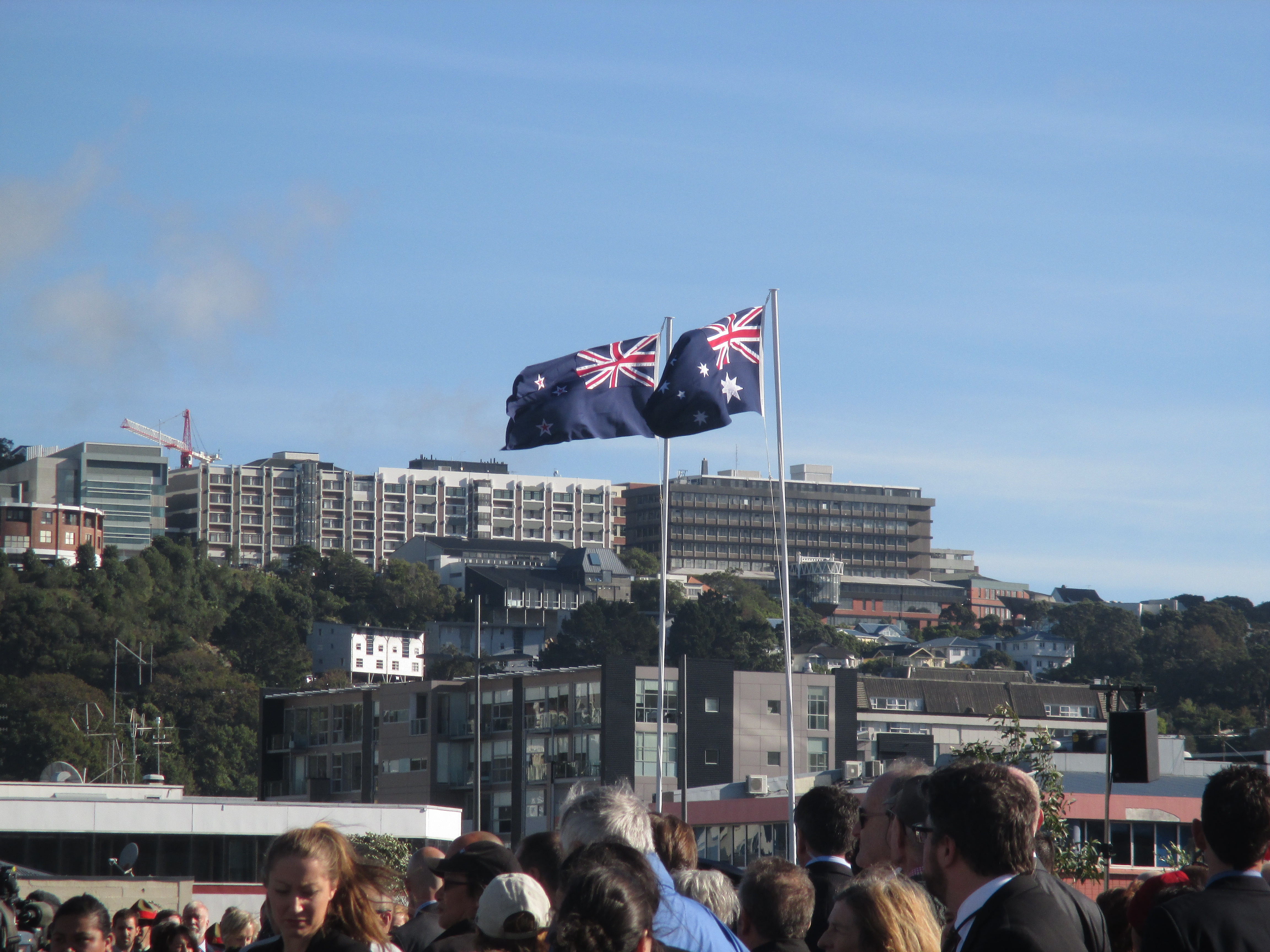
Bandiere dell'Australia e della Nuova Zelanda che sventolano fianco a fianco

Le relazioni tra Australia e Nuova Zelanda, denominate anche in lingua inglese come relazioni Trans-Tasman, si riferiscono ai due più estesi Stati del continente oceanico e sono estremamente strette. Entrambi i paesi condividono un passato come colonie britanniche, come Dominion antipodali e come meta per i coloni, oltre a rientrare nei Paesi anglosassoni. La Nuova Zelanda inviò rappresentanti alle convenzioni costituzionali che hanno portato all'unione delle sei colonie australiane, ma decise di non aderirvi. Nella guerra boera e in entrambe le guerre mondiali, i soldati della Nuova Zelanda si schierarono al fianco dei soldati australiani. Negli ultimi anni l'accordo di libero scambio noto come Closer Economic Relations e i suoi predecessori hanno ispirato un'integrazione economica crescente. Nonostante alcune somiglianze condivise, anche le culture dell'Australia e della Nuova Zelanda hanno le proprie differenze e talvolta queste sono emerse e giudicate da qualcuno come rivalità fraterne. L'ambito è soprattutto sportivo, ma non sono mancati casi in cui si era in campo economico e finanziario: si pensi infatti alle conseguenze derivanti dal fallimento di Ansett Australia e quelle generate dal divieto australiano di lunga data sulle importazioni di mele dalla Nuova Zelanda.
Entrambi i paesi sono monarchie costituzionali e reami del Commonwealth - con in comune la figura del capo di uno stato sovrano e indipendente - con democrazie parlamentari basate sul sistema Westminster. Il loro unico confine terrestre interessa l'estensione occidentale della dipendenza di Ross e l'estensione orientale del Territorio Antartico Australiano: i due distinti confini marittimi sono stati definitivamente delimitati da un trattato del 2004.

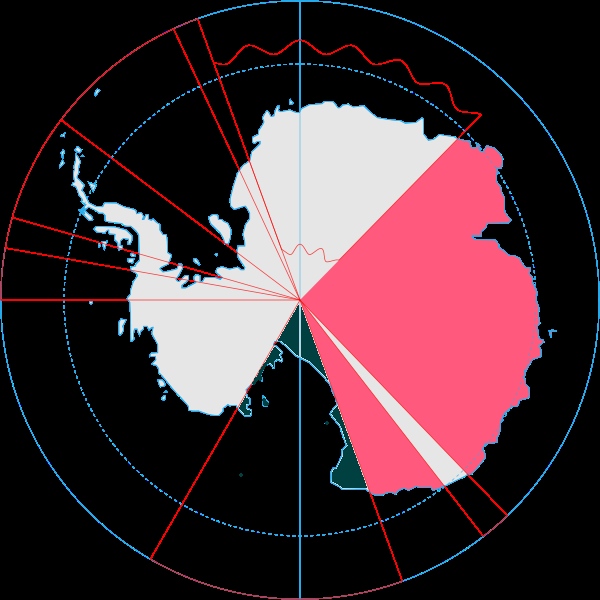
Rivendicazioni territoriali antartiche dell'Australia (in rosa) e della Nuova Zelanda (in turchese). Queste rivendicazioni sono state mantenute rispettivamente dal 1933 e dal 1924 e sono reciprocamente riconosciute quanto alla sovranità

Nel 2017, un importante sondaggio condotto in Australia dal Lowy Institute per la Politica Internationale ha evidenziato che la Nuova Zelanda veniva considerata il "migliore amico" dell'Australia, una posizione precedentemente detenuta dagli Stati Uniti.

## Tabella comparativa
|                                 | Australia                                      | Nuova Zelanda                                          |
| ------------------------------- | ---------------------------------------------- | ------------------------------------------------------ |
| Stemma                          |                                                |                                                        |
| Bandiera                        |                                                |                                                        |
| Popolazione                     | 25 649 208                                     | 5 028 872                                              |
| Superficie                      | 7 688 287 km²                                  | 267 710 km²                                            |
| Densità                         | 2, 79 ab./km²                                  | 18, 2 ab./km²                                          |
| Capitale                        | Canberra                                       | Wellington                                             |
| Forma di governo                | Monarchia costituzionale parlamentare federale | Monarchia costituzionale parlamentare unitaria         |
| Monarca                         | Carlo III                                      | Carlo III                                              |
| Governatore generale            | Sam Mostyn                                     | Dame Cindy Kiro                                        |
| Primo ministro                  | Anthony Albanese                               | Christopher Luxon                                      |
| Lingue ufficiali                | Inglese (de facto)                             | Inglese (de facto) Māori Lingua dei segni neozelandese |
| PIL (nominale)                  | 1.376 mld di $                                 | 204 mld di $                                           |
| PIL (nominale) pro capite       | 53.825$                                        | 40.634$                                                |
| PIL (PPA)                       | 1,137 mld di $ USA                             | 210 mld di $                                           |
| PIL (PPA) pro capite            | 55, 899$ USA                                   | 40, 950 $                                              |
| Tasso di crescita reale del PIL | 2,50%                                          | 2,70%                                                  |

## Storia

Continente della Zealandia meridionale

Il microcontinente della Zealandia, di cui l'attuale Nuova Zelanda rappresenta la più grande parte non sommersa, si separò dall'Antartide tra i 130 e gli 85 milioni di anni fa e, in seguito, dal continente dell'Australia 85-60 milioni di anni fa nella separazione del Gondwana orientale, evento verificatosi durante il periodo del Cretaceo e nel primo Paleogene. Sia la Zelanda che l'Australia fanno entrambe parte delle regioni più ampie conosciute come Oceania e Australasia. L'Australia, l'Isola del Nord della Nuova Zelanda e il nord-ovest dell'Isola del Sud giacciono sulla placca indo-australiana, mentre il resto dell'Isola del Sud sulla placca del Pacifico.
La storia degli australiani indigeni si estende per almeno 40.000-45.000 anni, mentre i Maori polinesiani giunsero in Aotearoa/Nuova Zelanda in diverse ondate solcando le acque a bordo delle waka (imbarcazioni simili alle canoe) qualche tempo prima del 1300. Non si registra nessun caso di interazione tra gli aborigeni australiani e i Māori polinesiani della Nuova Zelanda prima dell'esplorazione europea dell'Australia del XVII e XVIII secolo. Per quanto riguarda le rispettive popolazioni indigene, mentre si può dire che esiste un'unica lingua māori e gli iwi possono presentarsi come una popolazione unificata rappresentata da un monarca, la stessa operazione non è replicabile per quanto concerne le lingue australiane aborigene o i diversi gruppi autoctoni ancora viventi.

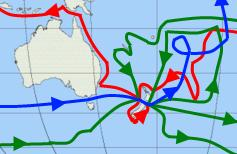
Le rotte percorse dal capitano James Cook. Il primo viaggio è mostrato in rosso, il secondo in verde e il terzo viaggio in blu

Il primo sbarco europeo nel continente australiano avvenne nel viaggio di Willem Janszoon del 1605-1606. Abel Tasman, con i suoi due distinti viaggi compiuti tra il 1642 e il 1644, è ritenuto la prima persona ad aver osservato le regioni costiere delle rispettive piattaforme, tra cui la Terra di Van Diemen - in seguito ribattezzata in suo onore come lo stato australiano della Tasmania. Il primo viaggio di James Cook è ricordato per la circumnavigazione della Nuova Zelanda nel 1769 e come la scoperta europea e la prima navigazione costiera in assoluto dell'Australia orientale da aprile ad agosto 1770. L'insediamento europeo di Australia e Nuova Zelanda, allora indicato come la colonia del Nuovo Galles del Sud, risale all'arrivo della Prima Flotta presso Gadi/Port Jackson il 26 gennaio 1788.
La Nuova Zelanda fu separata dalla colonia del Nuovo Galles del Sud nel 1840, momento in cui i pākehā ammontavano a circa 2000 discendenti tra missionari cristiani, cacciatori di foche e balenieri (al contrario della popolazione della colonia penale dell'Australia continentale).

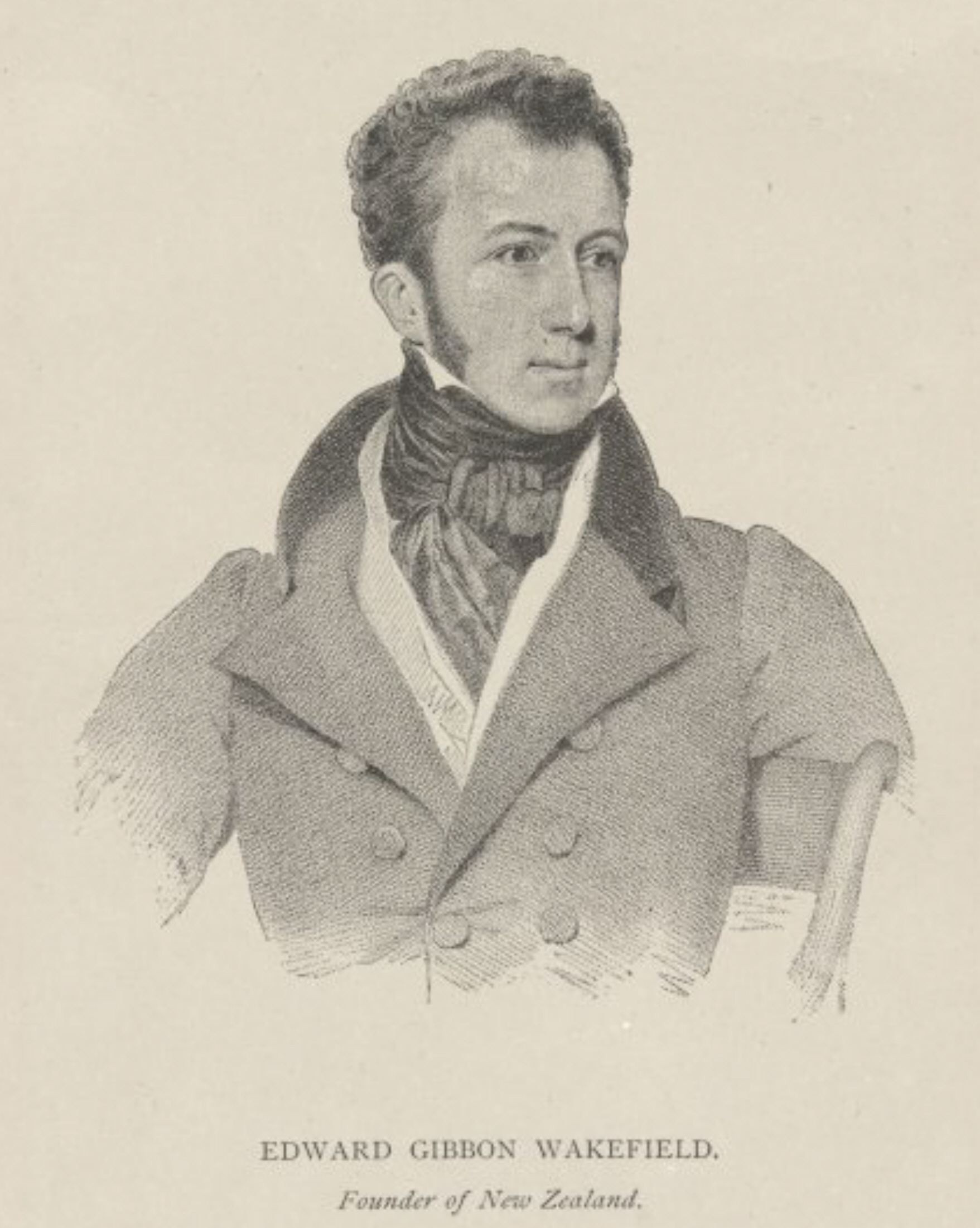
Edward Gibbon Wakefield ebbe una grande influenza sui piani britannici di colonizzazione

Sebbene sia corretto sostenere che la Nuova Zelanda non fu mai una colonia penale, nemmeno alcune delle colonie australiane lo furono. In particolare, l'Australia meridionale mantenne uno status simile alla Nuova Zelanda, entrambe sotto la sfera di influenza ideologica di Edward Gibbon Wakefield.
Entrambi i paesi vissero sulla propria pelle un conflitto interno riguardante i rapporti tra le popolazioni indigene e i coloni, decisamente acuitosi nelle guerre maori e in quelle di frontiera australiane. Mentre i māori iwi furono coinvolti nelle guerre del moschetto del periodo 1807-1839, ovvero prima della costituzione della Nuova Zelanda, gli aborigeni australiani non affrontarono mai delle battaglie con le tecnologie belliche introdotte dall'Europa e adoperate nei loro confronti. Entrambi i paesi sperimentarono la corsa all'oro del XIX secolo, periodo che coincise con l'aumento degli scambi e viaggi tra le colonie.

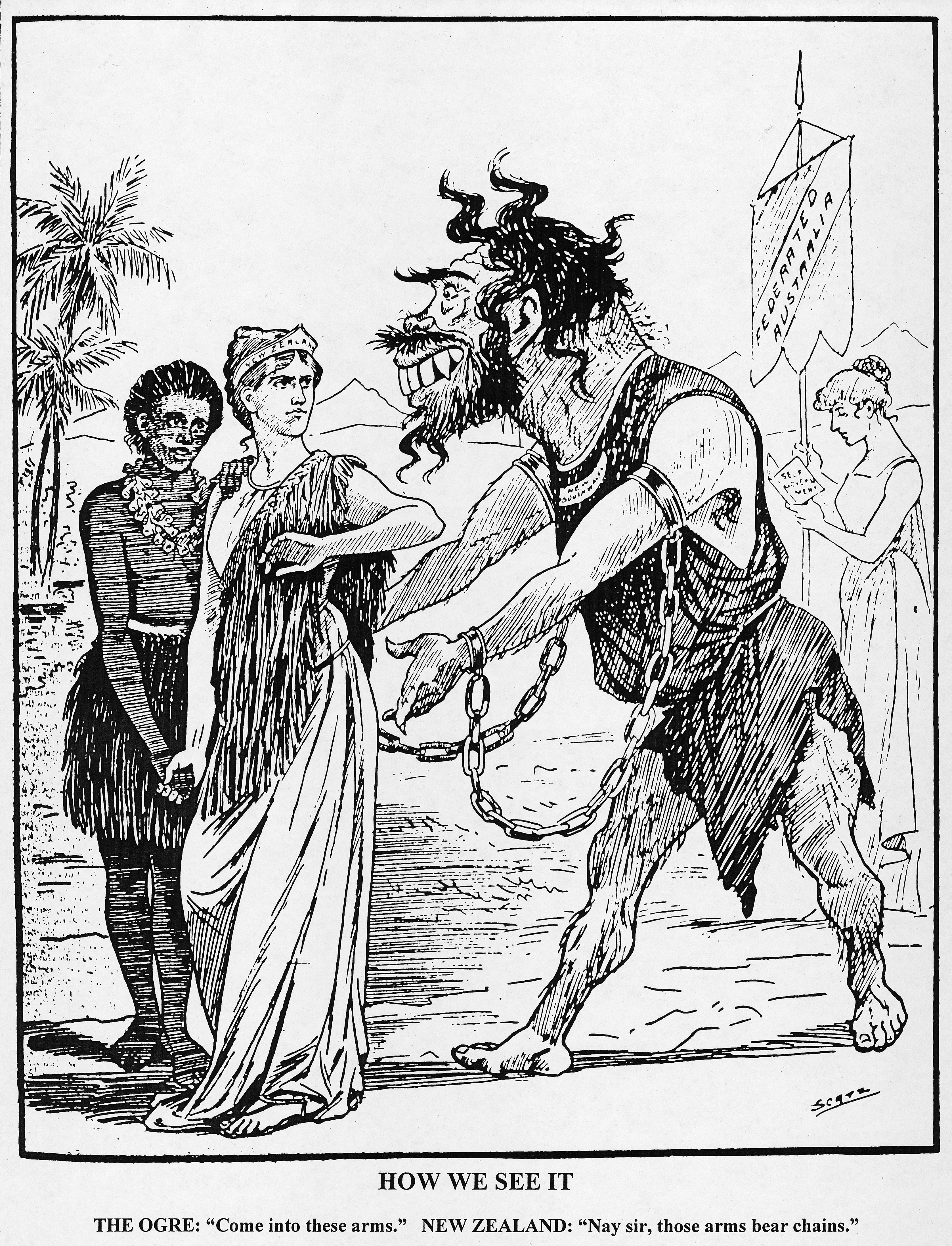
Vignetta politica del 1900 che ritrae la colonia della Nuova Zelanda e delle Figi che rifiutano l'offerta di aderire alla Federazione dell'Australia, con Zealandia (la donna al centro) che fa riferimento alle origini dell'Australia come colonia penale

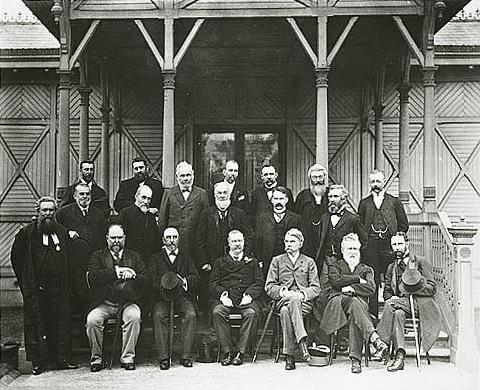
Riunione finale del Consiglio federale dell'Australasia nel 1899

La Nuova Zelanda partecipò in qualità di membro del Consiglio federale dell'Australasia dal 1885 e risultò coinvolta in prima persona con le altre colonie autonome nella conferenza del 1890 e nella Convenzione del 1891 che portarono alla nascita della Federazione dell'Australia. Al termine di lunghe trattative, la Nuova Zelanda rifiutò di accettare l'invito a entrare a far parte del Commonwealth dell'Australia infine formata nel 1901, rimanendo una colonia autonoma fino al 1907, anni in cui divenne il Dominion della Nuova Zelanda: fu solo qualche tempo che dopo che, assieme ad altri territori, diede vita al Regno della Nuova Zelanda, un paese de facto effettivamente indipendente. Nelle Olimpiadi del 1908, nel Festival dell'Impero del 1911 e nelle Olimpiadi del 1912 i due paesi furono rappresentati almeno nelle manifestazioni sportive come l'entità unificata denominata "Australasia".
Entrambe le nazioni continuarono a cooperare politicamente nel XX secolo, poiché ciascuna di esse tessere relazioni più strette con il Regno Unito, in particolare nel settore commerciale. Ciò aiutò lo sviluppo delle spedizioni internazionali refrigerate, che permise in particolare alla Nuova Zelanda di basare la propria economia sull'esportazione di carne e latticini - entrambi i quali abbondavano in Australia - verso la Gran Bretagna.
Le due nazioni siglarono il patto di Canberra nel gennaio 1944 allo scopo di perseguire con successo la guerra contro le potenze dell'Asse nella seconda guerra mondiale e di partecipare più tardi al Consiglio di amministrazione fiduciaria qualche anno dopo. L'accordo prevedeva l'istituzione di un Segretariato permanente Australia-Nuova Zelanda, prevedeva la consultazione su questioni di interesse comune, prevedeva il mantenimento di comandi militari separati e "il massimo grado di cooperazione possibile [...] dei due paesi".
La quantità di scambi "trans-tasmaniani" è aumentata del 9% all'anno dall'inizio degli anni '80 fino alla fine del 2007, con l'accordo di libero scambio noto come Closer Economic Relations del 1983 che ha rappresentato un importante punto di svolta. La stesura dell'atto fu in parte dovuta all'adesione della Gran Bretagna alla Comunità economica europea all'inizio degli anni '70, evento che limitò così l'accesso di entrambi i paesi al loro più grande mercato di esportazione.

## Ambito militare
Nell'affare Harriet (Harriet Affair) del 1834, un gruppo di soldati britannici del 50º reggimento dall'Australia sbarcò a Taranaki, in Nuova Zelanda, per salvare la moglie e i figli di John (Jacky) Guard e punire i rapitori; si trattò del primo scontro tra i Māori e i britannici. La spedizione fu ordinata dal governatore Bourke da Sydney e successivamente criticata per l'uso eccessivo della forza in un rapporto della Camera dei comuni britannica del 1835.

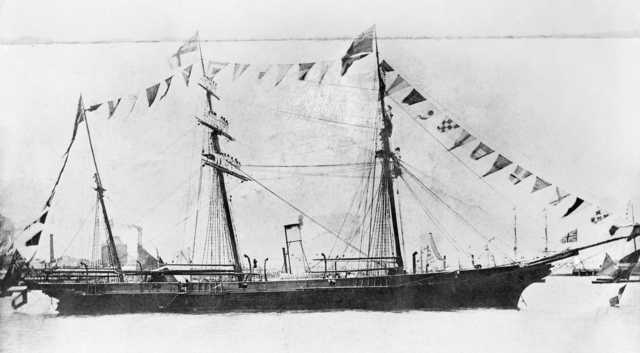
La HMCSS Victoria nel 1867

Nel 1861, l'imbarcazione australiana HMCSS Victoria giunse in Nuova Zelanda per aiutare il governo locale nel conflitto contro i Māori a Taranaki. La Victoria venne poi impiegata in compiti di pattuglia e supporto logistico, sebbene un certo numero di membri del personale fosse coinvolto in operazioni contro le fortificazioni Māori. Alla fine del 1863, il governo della Nuova Zelanda chiese assistenza per l'invasione del Waikato. Con la promessa di potersi insediare sulla terra conquistata, 2.500 australiani decisero di unirsi alla spedizione: altri, invece divennero esploratori nella Compagnia dei Guardaboschi. Gli australiani parteciparono agli scontri avvenuti a Matarikoriko, Pukekohe East, Titi Hill, Ōrākau e Te Ranga.

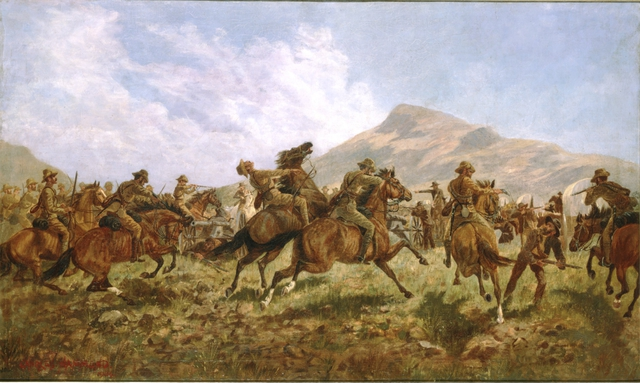
Gli australiani e i neozelandesi a Klerksdorp, 24 marzo 1901

A cavallo tra XIX e XX secolo, entrambe le colonie facevano parte dell'Impero britannico e ribadirono la propria convinta appartenenza a quest'ultimo con l'appoggio, espresso o tacito del governo, in campo bellico in diverse occasioni: soldati oceanici giunsero infatti nella guerra mahdista in Sudan, nella repressione della ribellione dei Boxer, nella seconda guerra boera, nel primo e nel secondo conflitto globale, nell'emergenza malese e nel Konfrontasi. Indipendentemente dal senso dell'Impero (o del Commonwealth), entrambe le nazioni nella seconda metà del XX secolo conferirono inoltre sostegno agli USA nella guerra di Corea, nel Vietnam e nella guerra del Golfo. A fronte della presa di posizione di entrambi i paesi che hanno preso parte all'UNTSO, alla Multinational Force and Observers in Sinai, all'INTERFET a Timor Est, alla Missione di assistenza regionale alle Isole Salomone, all'UNMIS in Sudan e al più recente intervento a Tonga si sono verificati anche episodi contrari: è il caso del 2003 relativo all'invasione dell'Iraq, ufficialmente condannata dal governo della Nuova Zelanda e il rifiuto dell'Australia a contribuire in una qualsivoglia maniera. Tra gli esempi di visioni divergenti assunte dalle due nazioni oceaniche se ne possono citare un paio su tutti: nel 1982, seppur senza condannarla esplicitamente, l'Australia non si unì come la Nuova Zelanda al sostegno al Regno Unito nella guerra delle Falkland contro l'Argentina. La Nuova Zelanda, invece, aveva rifiutato di affiancarsi all'Australia nell'intervento alleato nella rivoluzione russa o all'UNEF in Egitto e Israele negli anni '70.

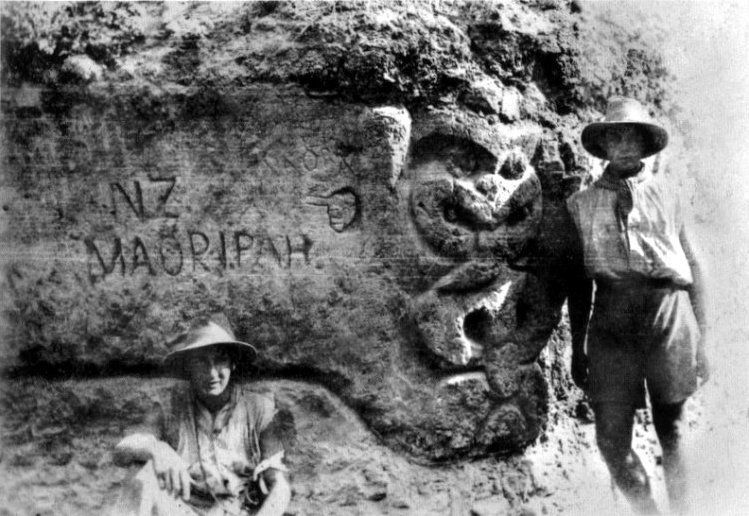
Una trincea ANZAC a Gallipoli con un whakairo (un idolo) Māori in pietra

Nella prima guerra mondiale, i soldati di entrambi i paesi conversero nei Corpi dell'Esercito Australiano e Neozelandese (Australian and New Zealand Army Corps, in acronimo ANZAC). Insieme, l'Australia e la Nuova Zelanda eseguirono un'iniziale operazione congiunta nella campagna di Gallipoli, in cui entrambe subirono gravi perdite. Per molti decenni la battaglia venne percepita da entrambi i paesi come il momento in cui sono diventate "maggiorenni" come nazioni. La cooperazione continua ad essere commemorata ogni anno in entrambi i paesi in occasione dell'ANZAC Day, sebbene dagli anni '60 l'evento sia stato spesso sottoposto a serrate critiche.

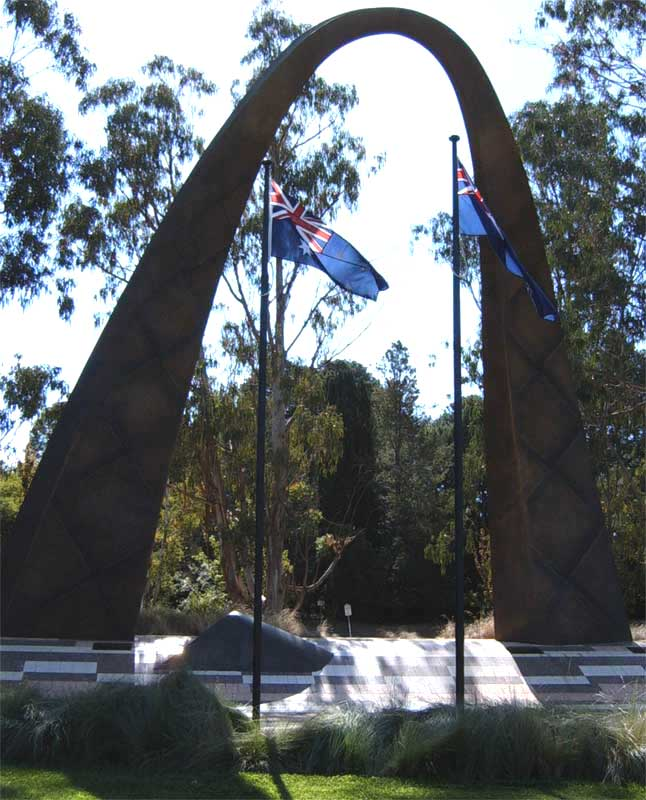
Memoriale di Canberra

La seconda guerra mondiale costituì un importante punto di svolta per entrambi i paesi, poiché si resero conto che non potevano più fare affidamento sulla protezione della Gran Bretagna. L'Australia risultò coinvolta in maniera particolare perché direttamente presa di mira dall'Impero giapponese, tanto che Darwin e Broome furono bombardate e attaccate. In seguito, entrambi i paesi tessero rapporti più stretti con gli Stati Uniti: l'apice di queste relazioni trilaterali fu raggiunto dal patto ANZUS del 1951, in cui Australia, Nuova Zelanda e USA sottoscrissero un accordo di reciproca collaborazione in caso di attacco nemico. Sebbene nessuno scontro come quelli ipotizzati dall'intesa si sia verificato fino all'11 settembre 2001, con ampia probabilità gli oceanici inviarono truppe alla guerra di Corea e del Vietnam. Il contributo dell'Australia in quest'ultima fu assai maggiore rispetto a quello della Nuova Zelanda; mentre l'Australia introdusse la coscrizione, la Nuova Zelanda spedì solo una forza simbolica. L'Australia continuò ad essere più impegnata nell'alleanza dell'ANZUS rispetto alla Nuova Zelanda; sebbene entrambi i paesi avvertissero con notevole disprezzo la politica militare americana negli anni '80, la Nuova Zelanda suscitò l'ira degli Stati Uniti quando rifiutò l'accesso al porto alle navi nucleari nella sua zona priva di nucleare dal 1985 e, per rappresaglia, gli Stati Uniti 'sospesero' i propri obblighi altrimenti dovuti ai sensi il trattato di alleanza con la Nuova Zelanda. L'Australia operò un contributo significativo alla guerra in Iraq, mentre il contributo militare molto minore della Nuova Zelanda inerì ai compiti di ricostruzione autorizzati dalle Nazioni Unite.

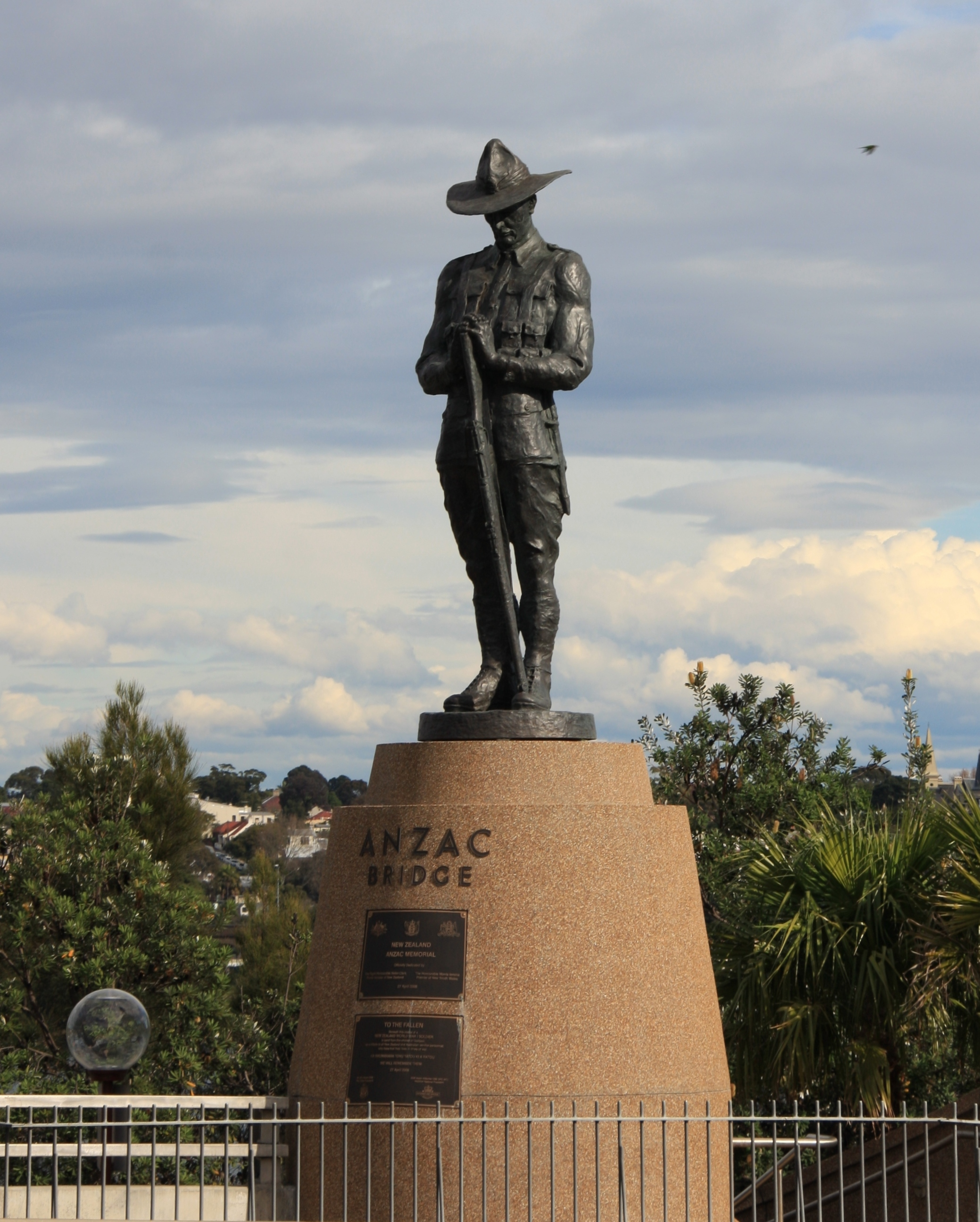
Memoriale del ponte

L'ANZAC Bridge situato a Sydney deve il suo nome attuale a quando, nel Giorno della Memoria nel 1998, si scelse di onorare l'intesa tra i due paesi oceanici e chi prestò servizio nella Grande Guerra. Una bandiera australiana sventola in cima al pilone orientale e una neozelandese su quello occidentale. Una statua commemorativa in bronzo di uno scavatore di trincee che impugna un fucile Lee-Enfield puntato verso il basso è stata collocata all'estremità occidentale del ponte nell'Anzac Day del 2000. Una statua di un soldato neozelandese è stata aggiunta a un piedistallo dall'altra parte della strada rispetto all'Australian Digger: rivolta verso est, fu svelata dal Primo ministro della Nuova Zelanda Helen Clark alla presenza del Premier del Nuovo Galles del Sud Morris Iemma domenica 27 aprile 2008.
Nel 2001 venne inaugurato il memoriale Australia-Nuova Zelanda dai primi ministri di entrambi i paesi presso Anzac Parade, una celebre strada di Canberra. Esso commemora lo sforzo condiviso per raggiungere obiettivi comuni sia in pace che in guerra.
Accordi di difesa congiunta che coinvolgono entrambi i paesi includono il Five Power Defense Arrangements (un accordo di cooperazione firmato con la Gran Bretagna, la Malaysia e Singapore), l'ANZUS e l'accordo UKUSA per la condivisione dell'intelligence. L'Australia dal 1964 e la Nuova Zelanda dal 2006 partecipano all'intesa di interoperabilità ABCA delle forze di difesa nazionali. L'ANZUK costituisce un altro esempio in tal senso: formata dai due Stati oceanici e dal Regno Unito, aveva lo scopo di difendere la regione del Pacifico asiatico dopo che Londra aveva ritirato le forze dall'est del canale di Suez all'inizio degli anni Settanta e fu attiva dal 1971 al 1974. L'organizzazione di difesa anticomunista SEATO ha inoltre esteso l'adesione a entrambi i paesi per tutta la sua esistenza (1955-1977).

## Esplorazione

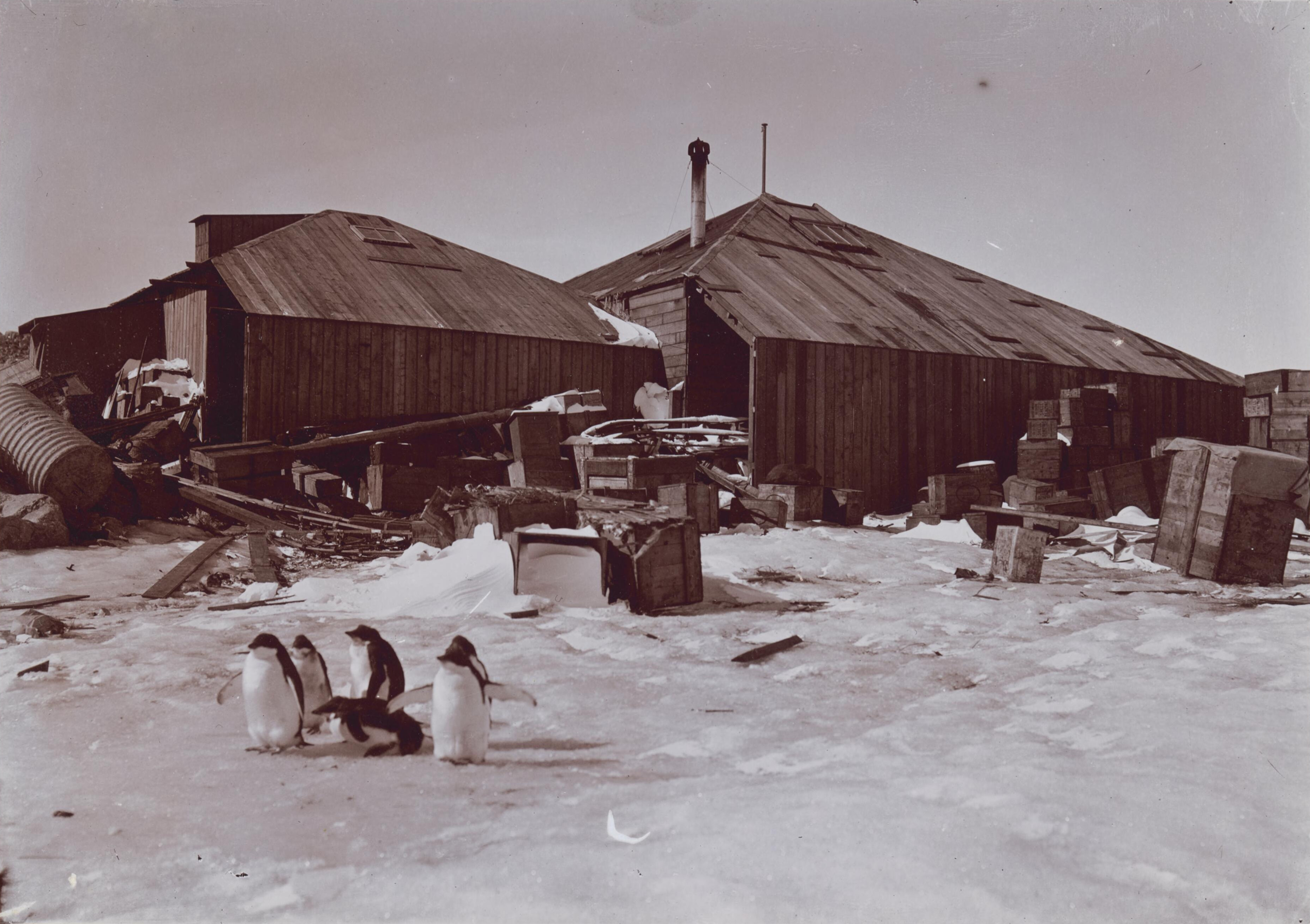
La base principale come appena costruita a Denison

La spedizione Aurora (1911-1914) stabilì un collegamento radio con la Tasmania attraverso l'isola Macquarie, esplorando la Terra di Giorgio V e le formazioni rocciose della Terra di Wilkes. Le costruzioni realizzate da Mawson a Capo Denison sopravvivono fino ai giorni nostri come abitazioni nella base scelta dalla spedizione. Il gruppo della base occidentale eseguì una serie di viaggi nella Terra di Guglielmo II, spingendosi fino alla Terra della Regina Maria. La spedizione BANZARE territorialmente acquisitiva del 1929-1931, in collaborazione con il Regno Unito, mappò la costa dell'Antartide e scoprì la Terra di Mac. Robertson e della Principessa Elisabetta: le informazioni raccolte risultarono moltissime.
La traversata aerea della Tasmania fu compiuta per la prima volta da Charles Kingsford Smith con Charles Ulm e l'equipaggio con cuì eseguì il viaggio di ritorno nel 1928, raggiungendo l'obiettivo che si erano prefissati Moncrieff e Hood, deceduti all'inizio dello stesso anno e i cui resti sono ad oggi ancora dispersi. Guy Menzies completò la traversata in solitario nel 1931, mentre quella a remi terminò con un successo quando Colin Quincey, da sola, la eseguì nel 1977: squadre di kayakisti la completarono nel 2007. La traversata in solitaria in kayak di Andrew McAuley, partito dalla Tasmania all'inizio del 2007, si concluse in tragedia: dato per morto presunto, dovette perdere il controllo dell'imbarcazione nelle acque della Nuova Zelanda, a 30 miglia nautiche dall'approdo a Milford Sound.

## Telecomunicazioni

Tracciato della rete di collegamento sottomarino tra Oceania e America settentrionale

Il primo cavo internazionale posizionato sul suolo della Nuova Zelanda risale al 1876 e collegava La Perouse, nel Nuovo Galles del Sud, a Wakapuaka, in Nuova Zelanda. I lavori di miglioramento furono eseguiti nel 1895 e questo fu ritirato dal servizio nel 1932. Un secondo filo sottomarino trans-tasmaniano divenne attivo nel 1890 tra Sydney e Wellington, a cui si affiancò nel 1901 il Pacific Cable dall'isola Norfolk alla Doubtless Bay, isola del Nord. Nel 1912 fu posato un cavo lungo 2.270 km (1.225 nmi) da Sydney ad Auckland.
Il cavo coassiale sottomarino posto nel luglio 1962, il TASMAN e l'NZPO-OTC, installato nel 1975, si sono uniti alla serie di collegamenti già presenti, ritirati quando sono stati rimpiazzati dalla tecnologia analogica che collegava Bondi Beach in Australia a Takapuna, Nuova Zelanda attraverso l'isola di Norfolk nel 1983. A sua volta, quest'ultimo è stato prima integrato e alla fine smantellato dal cavo in fibra ottica TASMAN-2, posto tra Paddington, New South Wales e Whenuapai, Auckland nel 1995.
Il tratto trans-tasmaniano del Southern Cross Cable in fibra ottica ad alta capacità è operativo da Alexandria, Nuovo Galles del Sud a Whenuapai dal 2001: da lì, giungono fino in Canada e USA. Un altro collegamento diretto ad alta capacità è stato proposto per la costruzione per essere operativo nel 2013, e un altro ancora per l'inizio del 2014. A marzo 2017 ne è entrato in funzione uno in fibra ottica di 2.288 km, il Tasman Global Access, da Ngarunui Beach a Raglan e, in ultimo, a Narrabeen Beach presso Sydney.

## Flussi migratori

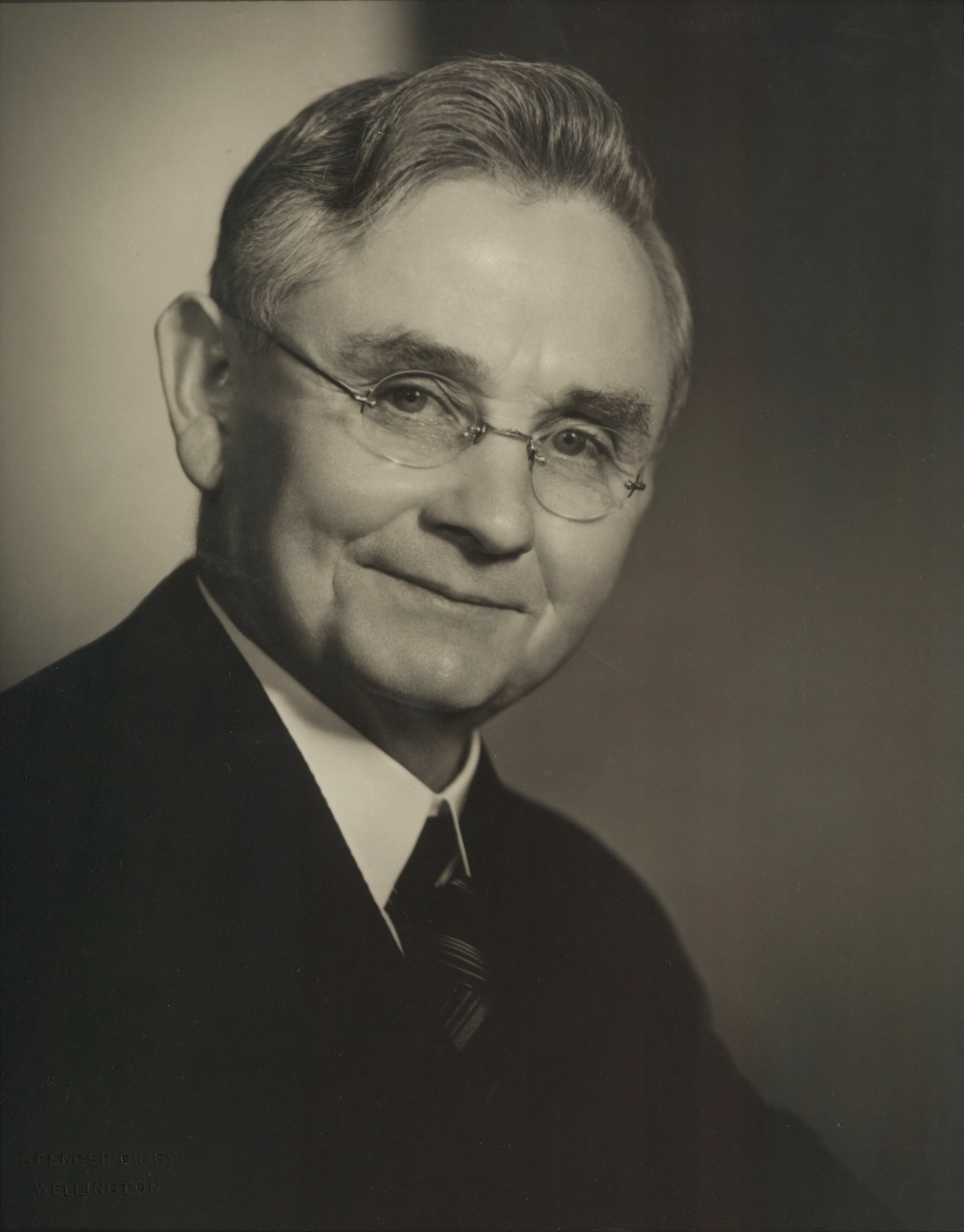
Michael Joseph Savage, australiano, divenne Primo ministro laburista della Nuova Zelanda

### Migrazione e connessioni trans-tasmaniane
Molti sono gli esempi di cittadini emigrati dalla Nuova Zelanda in Australia, tra cui l'ex Premier dell'Australia Meridionale, Mike Rann, la comica diventata poi psicologa Pamela Stephenson e l'attore Russell Crowe. Tra gli australiani spostatisi in Nuova Zelanda si ricordano il 17º e il 23º Primo Ministro della Nuova Zelanda Joseph Ward e Michael Joseph Savage, Russel Norman, ex co-capopartito del Partito dei Verdi, e Matt Robson, ex vice leader del Partito Progressista.

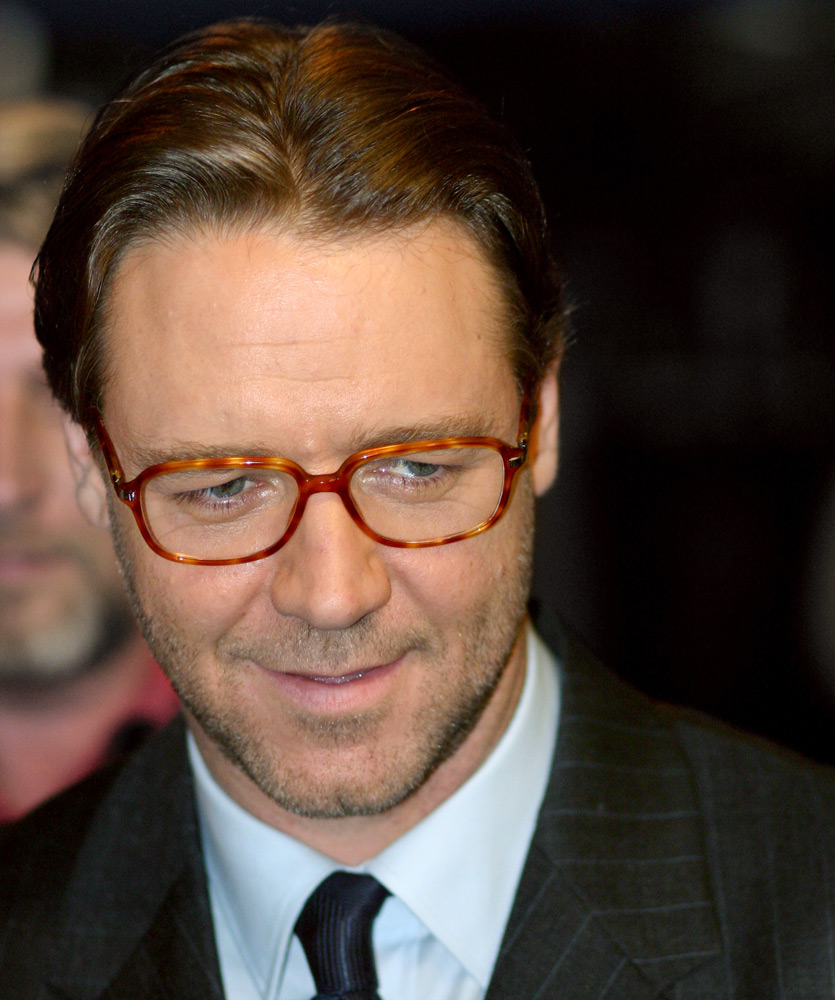
In parte Māori, l'attore e musicista australiano nato in Nuova Zelanda, Russell Crowe

In base a vari accordi dagli anni '20, gli abitanti dell'Australia e della Nuova Zelanda godevano di un regime molto permissivo. Dal 1973 l'informale Trans-Tasman Travel Arrangement ribadì la libera circolazione dei cittadini da una nazione all'altra. L'unica grande eccezione a questi privilegi colpì soggetti con mandati in sospeso o precedenti penali ritenuti potenzialmente pericolosi per la nazione migrante e per i suoi cittadini. I titolari del passaporto neozelandese ricevono visti di categoria speciale all'arrivo in Australia, mentre ai titolari di passaporto australiano viene rilasciato un visto per la classe di residenza all'arrivo in Nuova Zelanda.
Negli ultimi decenni, molti neozelandesi (in parte Māori) si sono spostati in città australiane come Sydney, Brisbane, Melbourne e Perth. Sebbene quest'intesa sia reciproca, si è verificata una significativa migrazione netta dalla Nuova Zelanda all'Australia. Nel 2001 c'erano otto volte più neozelandesi che vivevano in Australia rispetto agli australiani in Nuova Zelanda, e nel 2006 si stimava che il reddito reale pro capite dell'Australia fosse del 32% superiore a quello della Nuova Zelanda e dei suoi territori. Indagini comparative sui redditi familiari medi confermano inoltre che tali redditi risultano inferiori in Nuova Zelanda rispetto alla maggior parte degli Stati e territori australiani. Gli spostamenti in ambe le direzioni hanno superato il milione nel 2009 e circa mezzo milione di cittadini neozelandesi vive in Australia, mentre circa 65.000 australiani in Nuova Zelanda. Non sono mancate lamentele in Nuova Zelanda riguardo a un'evidente fuga di cervelli in Australia.

### Modifiche alla politica migratoria australiana del 2001

Numero di coloni permanenti che giungono in Australia dalla Nuova Zelanda dal 1991 (su base mensile)

I neozelandesi in Australia avevano in precedenza accesso immediato ai sussidi assistenziali australiani, tanto che talvolta venivano tacciati come scrocconi (bludgers nello slang australiano). Nel 2001, il primo ministro neozelandese Helen Clark l'ha liquidata quale "leggenda metropolitana". Le disposizioni legislative sono cambiate nel 2001, quando ai neozelandesi è stato imposto un periodo di attesa biennale prima di poter beneficiare di tali pagamenti. Tutti i neozelandesi trasferitisi in Australia dopo il febbraio 2001 ricevono un visto di categoria speciale e risultano classificati come residenti temporanei, a prescindere da quanto tempo risiedano in Australia: lo stesso trattamento è riservato anche ai loro figli. In quanto residenti temporanei, non sono ammessi ad accedere a cariche governative, borse di studio, aiuti, programmi di emergenza, assistenza sociale, alloggi pubblici e sostegno ai disabili sul suolo australiano.
Inoltre, in virtù delle più stringenti normative sull'immigrazione del 2001, i neozelandesi devono acquisire la residenza permanente prima di richiedere la cittadinanza australiana: inevitabilmente, è conseguita una diminuzione di chi l'ha acquisita proveniente dal secondo più grande Stato oceanico. Entro il 2016, solo l'8,4% dei 146.000 migranti nati in Nuova Zelanda giunti in Australia tra il 2002 e il 2011 poteva dirsi australiano ai sensi delle normative vigenti. Di questi, solo il 3% dei Māori nati in Nuova Zelanda aveva ottenuto la cittadinanza a cui auspicava. Il ricercatore dell'Università Victoria di Wellington Paul Hamer ha affermato che i cambiamenti del 2001 rientravano nella politica canberriana di filtraggio dei migranti delle isole del Pacifico che avevano acquisito la cittadinanza neozelandese e che venivano percepiti come sfruttatori di una "scappatoia" in Australia. Tra il 2009 e il 2016, c'è stato un aumento del 42% dei prigionieri nati in Nuova Zelanda nelle carceri australiane.
I tentativi da parte del governo del Queensland di approvare una legge che avrebbe consentito alle agenzie governative di negare il sostegno in base allo stato di residenza senza che questa operazione fosse considerata discriminatoria sono stati condannati dalla commissione antidiscriminatoria dello Stato federale: secondo quest'ultima, se il provvedimento fosse entrato in vigore si sarebbe costituita una "categoria di persone perennemente di seconda fascia". Ai bambini nati da genitori australiani in Nuova Zelanda viene concessa la cittadinanza neozelandese per nascita e la cittadinanza australiana per discendenza.
I dati del Ministero dell'Istruzione neozelandese mostrano che il numero di australiani nelle università neozelandesi è quasi raddoppiato, passando dai 1.978 studenti nel 1999 ai 3.916 nel 2003. Nel 2004 più di 2.700 australiani hanno ricevuto borse di studio e 1.220 un'indennità studentesca. A differenza di altri stranieri, gli australiani pagano le stesse tasse per l'istruzione in maniera superiore rispetto ai neozelandesi e hanno diritto a prestiti e indennità per studenti una volta che hanno vissuto in Nuova Zelanda per due anni. Gli studenti neozelandesi non sono trattati alla stessa stregua di quelli australiani in Australia.
Le persone nate in Nuova Zelanda continuano ad essere la seconda maggiore fonte di immigrazione in Australia, rappresentando l'11% del totale delle aggiunte permanenti nel 2005-2006 e rappresentando il 2,3% della popolazione australiana nel giugno 2006. Al 30 giugno 2010, circa 566.815 cittadini della Nuova Zelanda vivevano in Australia.

### Nuove politiche stringenti adottate in Australia nel 2014

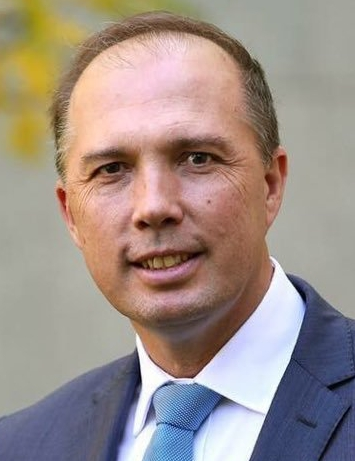
Peter Dutton, ministro australiano degli affari interni e portavoce delle politiche adottate in Australia nel dicembre 2014

Nel dicembre 2014, Peter Dutton ha assunto la carica di ministro australiano per l'immigrazione e la protezione delle frontiere a seguito di un rimpasto di governo. Nello stesso mese, l'esecutivo australiano ha modificato la legge sulla migrazione che facilita la cancellazione dei visti australiani per i non cittadini che hanno risieduto per più di dodici mesi in una prigione australiana o nel caso in cui le autorità di immigrazione ritengano che rappresentino una minaccia per il paese. La più rigorosa presa di posizione riguardava anche i non cittadini che hanno vissuto in Australia per la maggior parte della loro vita e avevano lì una famiglia. Dal 2 luglio 2018, circa 1.300 neozelandesi sono stati respinti dal gennaio 2015 in base al nuovo "character test". Dei neozelandesi trasferiti, almeno il 60% era di etnia Māori e delle isole del Pacifico. Mentre i funzionari australiani hanno giustificato gli allontanamenti per motivi di ordine pubblico, i funzionari della Nuova Zelanda hanno sostenuto che tali misure danneggiano gli "storici legami di amicizia" tra i due paesi.
Nel luglio 2017, il governo australiano ha introdotto il "Visto per esperti indipendenti (sottoclasse 189)" che consente ai neozelandesi residenti in Australia da un lustro di richiedere la cittadinanza dopo 12 mesi. Il visto richiede inoltre ai richiedenti di mantenere un reddito annuo superiore a 53.900 $ e offre ai neozelandesi un maggiore accesso ai servizi di assistenza sociale. Tra i 60.000 e gli 80.000 neozelandesi hanno avuto diritto al nuovo visto, il quale rifletteva un cambiamento di politica per dare la priorità ai neozelandesi non cittadini residenti in Australia rispetto ai migranti asiatici. Secondo i dati del Dipartimento degli Affari Interni di Canberra stilati dall'Australian Broadcasting Corporation, 1.512 visti erano stati emessi entro la fine di febbraio 2018 e altri 7.500 erano ancora in fase di elaborazione. Il portavoce dei Verdi Australiani per l'immigrazione Nick McKim ha criticato la nuova politica sull'immigrazione come uno sforzo celato del ministro dell'immigrazione Dutton per favorire i migranti "anglofoni, bianchi e ricchi".
A metà luglio 2018, l'effetto del controverso "character test" australiano divenne oggetto di un controverso documentario della Australian Broadcasting Corporation di Peter FitzSimons intitolato "Don't Call Australia Home" (Non chiamate l'Australia casa). Mentre il ministro della Giustizia neozelandese Andrew Little ha considerato l'elevato tasso di espulsione come una violazione dei diritti umani, il ministro dell'immigrazione australiano Dutton ha difeso il diritto dell'Australia di respingere i cittadini "indesiderati". Il rapporto dell'ABC è stato criticato da diversi ministri della maggioranza, tra cui Dutton e il vice-responsabile degli affari interni Alex Hawke per aver ignorato i crimini e le vittime causate da coloro che sono stati trasferiti. Hawke ha inoltre criticato Little per non aver adeguatamente informato i cittadini originari della Nuova Zelanda sulla legge australiana. Per tutta risposta, Little ha bollato le leggi di espulsione australiane come prive di "spirito umanitario". La pubblicazione del documentario ha coinciso con il rilascio di un giovane neozelandese di 17 anni da un centro di detenzione australiano, evento che aveva inasprito i rapporti tra gli esecutivi delle due nazioni. Il dibattito a distanza è proseguito quando Dutton ha promesso di continuare a deportare criminali non cittadini e ha accusato la Nuova Zelanda di non aver fatto abbastanza per aiutare le pattuglie navali australiane a intercettare i "trafficanti di esseri umani".
Alla fine di febbraio 2020, il primo ministro neozelandese Jacinda Ardern ha affermato che la politica australiana di allontanamento dei neozelandesi "corrode" le relazioni bilaterali tra i due paesi. Il primo ministro australiano Scott Morrison ha replicato ricordando a Wellington il diritto dell'Australia di allontare gli immigrati clandestini. Anche il ministro degli Interni Dutton ha difeso la politica di espulsione del governo australiano e ha affermato che le dichiarazioni di Arden erano finalizzate a raccogliere consensi in patria. Di lì a poco, la premier neozelandese ha descritto la politica di Dutton come deplorevole e ribadito le sue osservazioni in difesa della "posizione di principio" assunta dalla Nuova Zelanda.

### Pandemia di COVID-19
Il 30 marzo 2020, il primo ministro australiano Morrison ha annunciato che i neozelandesi che vivono in Australia con il visto di categoria speciale (sottoclasse 444) avrebbero avuto diritto a pagamenti quindicinali di 1.500 dollari australiani a seguito di negoziati con il primo ministro Ardern, suo omologo neozelandese. Migliaia di neozelandesi, disoccupati a causa della pandemia di COVID-19, erano stati costretti a lasciare l'Australia dopo aver scoperto di non essere idonei ai pagamenti del Centrelink.
Il 5 maggio, il governo federale australiano, il governo della Nuova Zelanda e diversi governi statali e territoriali australiani hanno annunciato che lavoreranno insieme per sviluppare una rotta sicura anti-COVID nei viaggi trans-tasmaniani, la quale consentirebbe ai residenti di entrambi i paesi di spostarsi liberamente senza restrizioni di viaggio come parte degli sforzi per allentare le restrizioni causate dal coronavirus.

## Commercio

Valore mensile delle esportazioni di merci australiane in Nuova Zelanda (in milioni di dollari australiani) dal 1988

Valore mensile delle esportazioni di merci dalla Nuova Zelanda in Australia (in milioni di dollari australiani) dal 1988

I legami economici della Nuova Zelanda con l'Australia risultano forti, soprattutto dopo la venuta meno della Gran Bretagna come partner commerciale a seguito della decisione di quest'ultima di aderire alla Comunità economica europea nel 1973. In vigore dal 1º gennaio 1983, i due paesi conclusero l'Accordo commerciale Australia e Nuova Zelanda più strette noto come Closer Economic Relations (ANZCERTA), allo scopo di consentire a ciascuna nazione accesso ai mercati degli altri.
Il commercio nei due sensi tra l'Australia e la Nuova Zelanda è ammontata a 26,2 miliardi di dollari neozelandesi (circa 24,1 miliardi di dollari australiani) nel 2017-18, compresi beni e servizi. Le maggiori esportazioni della Nuova Zelanda in Australia ineriecono a viaggi e turismo, latticini, generi alimentari, metalli preziosi, gioielli e macchinari. Le maggiori esportazioni australiane in Nuova Zelanda sono viaggi e turismo, macchinari, prodotti chimici inorganici, veicoli, prodotti alimentari e tipografici.
L'attuazione dell'ANZCERTA ha dato luogo a una serie di intese a cascata, relative a regimi di tassazione (1990), di scambi alimentari (1996 e 2002), biosicurezza (1999), voli internazionali (2000), mercato unico (2009), libero scambio (2010) e inquinamento (2010).

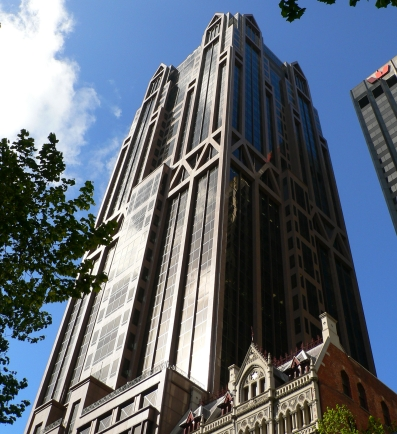
Sede centrale dell'ANZ (Australia e Nuova Zelanda Banking Group) a Melbourne, in Australia. Il gruppo bancario è il successore della Banca dell'Australasia fondata dalla Royal Charter a Londra nel 1835

Un'eredità ancora pesante precedente al periodo delle intese commerciali inerisce alla restrizione da parte dell'Australia dell'importazione di mele dalla Nuova Zelanda a causa del timore di introdurre la malattia da fuoco batterico. Il divieto di importazione di mele neozelandesi in Australia era in vigore dal 1921, in seguito alla scoperta del fuoco batterico in Nuova Zelanda nel 1919. Le autorità neozelandesi chiesero la riammissione sul mercato australiano nel 1986, 1989 e 1995, ma la restrizione non venne abolita. Ulteriori colloqui sulle misure incriminate si arenarono e la Nuova Zelanda ha avviato la procedura di risoluzione delle controversie dell'OMC nel 2007. Solo nel 2010 l'OMC ha ordinato all'Australia, nonostante i suoi continui appelli e obiezioni, di abolire tali restrizioni.
L'Australia New Zealand Leadership Forum è proprio finalizzata a favorire la collaborazione tra le imprese maggiori delle due nazioni. La nona e più recente riunione si è tenuta il 9 aprile 2011.

## Valuta

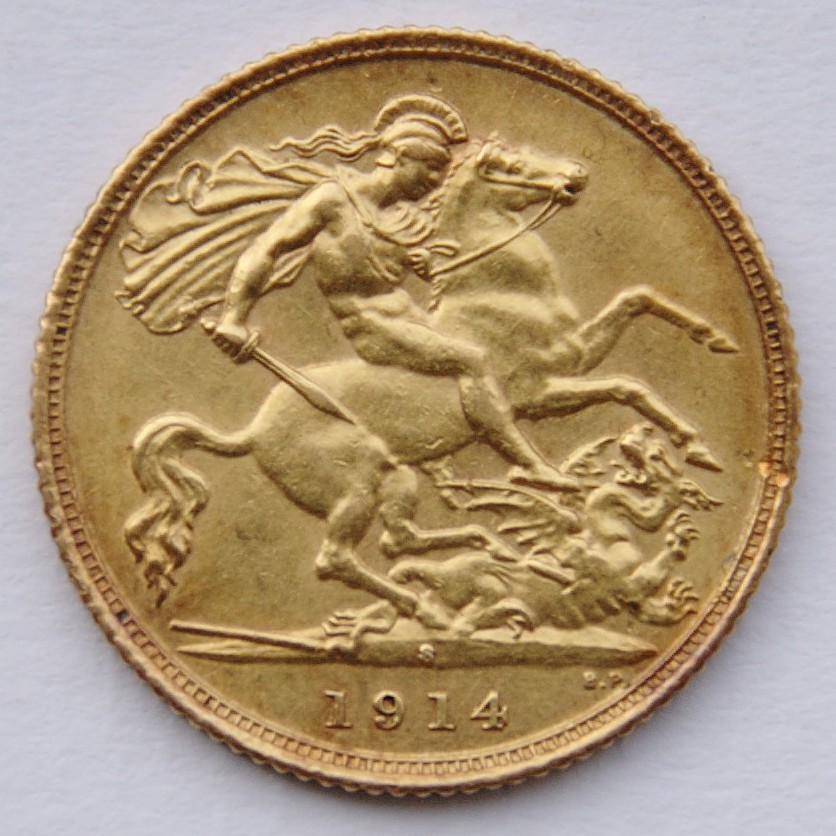
Mezza sovrana del 1914 coniata dalla zecca di Sydney

Le condizioni politiche all'indomani della battaglia di Waterloo nel 1815 facilitarono l'adozione informale della sterlina britannica nel Nuovo Galles del Sud con relativa facilità, cosa che accadde tempo dopo in Nuova Zelanda e in altre regioni dell'Oceania. Avendo adottato un sistema aureo di successo nel 1821, il governo britannico optò nel 1825 per introdurre la monetazione carolingia in tutti i suoi domini. Dalla seconda metà del XIX secolo fino allo scoppio della prima guerra mondiale, viveva un'unione monetaria, basata sulla sovrana d'oro britannica, in una parte dell'Impero britannico che includeva tutti i due paesi e le loro dipendenze.
Nel 1910, l'Australia introdusse una propria valuta sulla scia della sterlina. La grande depressione fu il catalizzatore che costrinse a cambiamenti più drammatici nei tassi di cambio tra le varie unità della sterlina, e quindi l'introduzione della sterlina neozelandese nel 1933. Entrambe le valute nazionali fecero parte dell'area della sterlina dal 1939 fino al 1972. Entrambi aggiustarono il loro ancoraggio al dollaro USA nel 1971, con prima l'Australia e poi la Nuova Zelanda che avevano casualmente già decimalizzato le proprie unità monetarie in due frangenti, rispettivamente il 14 febbraio 1966 e il 10 luglio 1967, sostituendo entrambe le sterline con il dollaro al tasso di 1 £=2 $. Il dollaro australiano entrò in vigore nel dicembre del 1983, come accadde successivamente per quello neozelandese nel marzo 1985.
La conversione in una valuta comune per entrambe le nazioni, il cui avvicinamento delle sue valute vigenti ha comportato la fusione delle banche centrali e dei sistemi di regolamentazione economica di entrambi i paesi, è stata oggetto di discussione senza che però si sia giunti ad alcuno sbocco.

## Diritto
Entrambe le nazioni rientrano nell'elenco di quelle che adottano un sistema di common law: inoltre, riconoscono lo stato di diritto e il principio di separazione dei poteri. Come gli Stati Uniti e il Canada, tuttavia, l'Australia è un paese federale con una costituzione scritta. La Nuova Zelanda, come il Regno Unito, è uno stato unitario con sovranità parlamentare. L'Australia non ha stipulato un trattato con i gli aborigeni locali, mentre la Nuova Zelanda presta fede all'intesa firmata a Waitangi nel 1840. Oltre al riconoscimento dei diritti reali degli autoctoni, inclusi i titoli aborigeni, esistono anche un tribunale nazionale dei titoli nativi e un tribunale Waitangi nelle rispettive nazioni, i quali esercitano la giurisdizione in maniera simile.
Entrambi i sistemi giudiziari risultano oggi indipendenti dall'autorità suprema della Commissione Giuridica del Consiglio Privato (Judicial Committee of the Privy Council). Mentre la Costituzione della Nuova Zelanda non è né codificata né ramificata, la Costituzione dell'Australia si basa sul Commonwealth of Australia Constitution Act come incarnazione di una legge suprema scritta.
Il diritto contrattuale della Nuova Zelanda diverge molto da quello dell'Australia a causa degli effetti delle leggi del Parlamento neozelandese promulgate dal 1969. La principale distinzione concerne l'ampio potere discrezionale conferito ai tribunali neozelandesi in tema di sgravi fiscali.
Nel 2005 e nel 2006 la Commissione permanente per gli affari legali e costituzionali della Camera dei rappresentanti australiana ha indagato sull'armonizzazione dei sistemi giuridici in Australia e con la Nuova Zelanda, con particolare riferimento alle differenze che riguardano il commercio e gli scambi economici. Il Comitato ha affermato che le già strette relazioni tra Australia e Nuova Zelanda dovrebbero intensificarsi ancor di più e che:
Le raccomandazioni chiave sulla relazione Australia-Nuova Zelanda includevano:
- Istituzione di una commissione parlamentare trans-tasmaniana per monitorare l'armonizzazione giuridica ed esaminare la possibilità di dare luogo a una più stretta associazione o unione;
- Ricerca di una valuta comune;
- Offrire ai ministri della Nuova Zelanda la piena adesione ai consigli ministeriali australiani;
- Lavorare per promuovere l'armonizzazione dei due quadri normativi nel settore bancario e delle telecomunicazioni.[87]

## La Nuova Zelanda come stato australiano

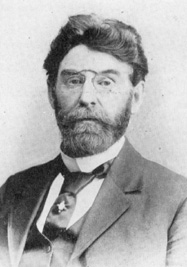
King O'Malley

La costituzione australiana del 1901 includeva disposizioni per consentire alla Nuova Zelanda di unirsi all'Australia come settimo stato, anche dopo che il governo della Nuova Zelanda aveva già deciso di non aderirvi. La sesta delle disposizioni iniziali di definizione dello Stato prevede in tal senso:
Uno dei motivi per cui la Nuova Zelanda scelse di non unirsi all'Australia fu dovuto all'incognita rappresentata dalla reazione dei Māori. Al tempo della Federazione, gli aborigeni australiani potevano votare solo se in precedenza erano stati autorizzati a farlo nel loro stato di residenza, a differenza dei Māori in Nuova Zelanda, i quali avevano medesimi diritti di voto dalla fondazione della colonia. Incredibilmente, le persone di etnia Māori godevano del diritto di voto in Australia in alcune giurisdizioni tra il 1902 e il 1962 come risultato del Commonwealth Franchise Act 1902, volto a dissipare le preoccupazioni della Nuova Zelanda sull'adesione alla Federazione: gli aborigeni australiani, invece, non accedettero al suffragio fino al 1962. Durante i dibattiti parlamentari sulla legge, il re O'Malley sostenne in merito all'inclusione di Maori e l'esclusione degli aborigeni australiani:

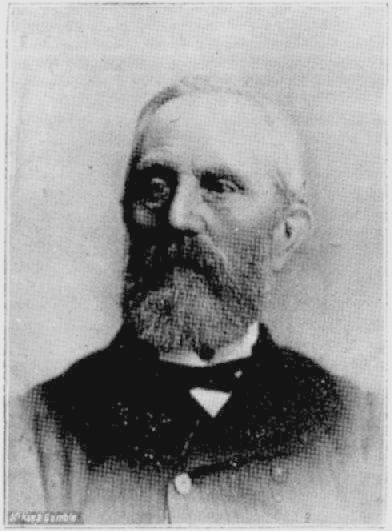
John Hall, premier della Nuova Zelanda 1879-1882

Si discusse in varie ipotesi l'ipotesi di unirsi all'Australia, senza che i neozelandesi l'avessero mai seriamente presa in considerazione. Quando l'ex esponente dell'opposizione australiana, John Hewson, sollevò la questione nel 2000, il Primo ministro neozelandese Helen Clark lo dichiarò libero di "sognare". Un libro del 2001 dell'accademico australiano Bob Catley, allora all'Università di Otago, intitolato Waltzing with Matilda: la Nuova Zelanda dovrebbe unirsi all'Australia?, è stato descritto dal commentatore politico neozelandese Colin James come "un libro per australiani".

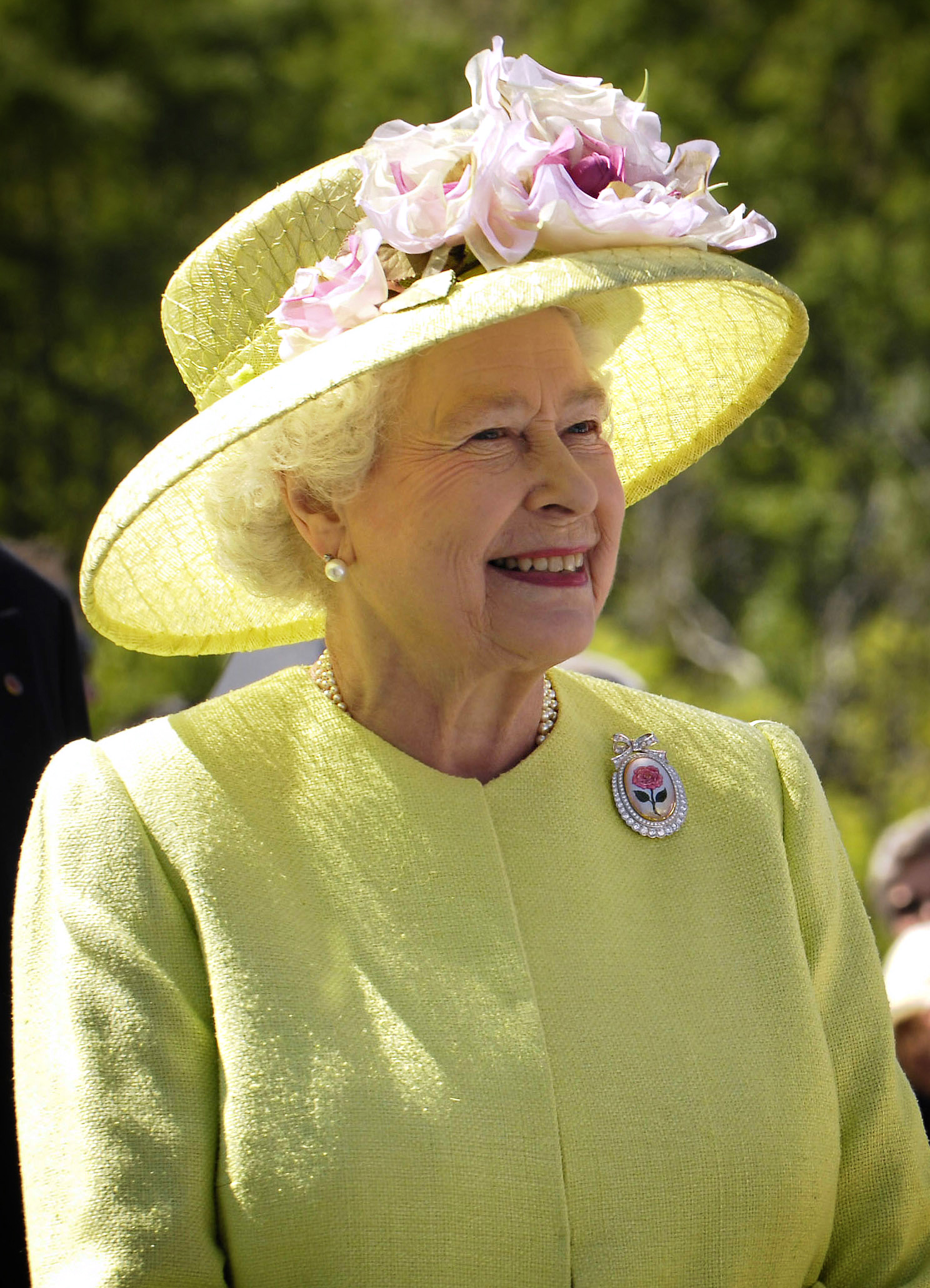
Elisabetta II della Casa di Windsor, Regina d'Australia e Regina della Nuova Zelanda dal 6 febbraio 1952

A differenza dei canadesi e degli statunitensi, che condividono un confine territoriale lungo 8.893 km, il punto più vicino tra Australia e Nuova Zelanda separato dal Mar di Tasmania dista quasi 1.500 km. Discutendo della statualità australiana, il premier della Nuova Zelanda John Hall ha osservato che esistevano "1.200 ragioni" per non aderire alla federazione.
Entrambi i paesi hanno contribuito alla sporadica discussione su un'Unione del Pacifico, sebbene tale proposta avrebbe incluso un numero molto più ampio di Stati membri rispetto alle sole Australia e Nuova Zelanda.
Il risultato del referendum repubblicano australiano del 1999, il cui quesito verteva sulla possibilità di avere un capo di Stato comune in Australia e Nuova Zelanda, ebbe esito negativo. Mentre nessuno dei principali partiti politici in Nuova Zelanda si spinge a incoraggiare il repubblicanesimo, il Partito Laburista Australiano ha a lungo osteggiato l'idea di dare luogo a una repubblica, così come alcuni politici del Partito Liberale: come eccezioni può includersi il Primo Ministro nazionale Jim Bolger, il quale si espresse con toni favorevoli nel 1994.
Sebbene attualmente vi siano poche prospettive di un'unione politica, nel 2006 una commissione parlamentare federale australiana ha raccomandato che si realizzasse un'unione completa o che si realizzazione un'Unione monetaria o un mercato comune tra l'Australia e la Nuova Zelanda. D'altro canto, le osservazioni presentate dal governo della Nuova Zelanda a tale commissione in merito all'armonizzazione dei sistemi giuridici facevano notare:

## Diplomazia

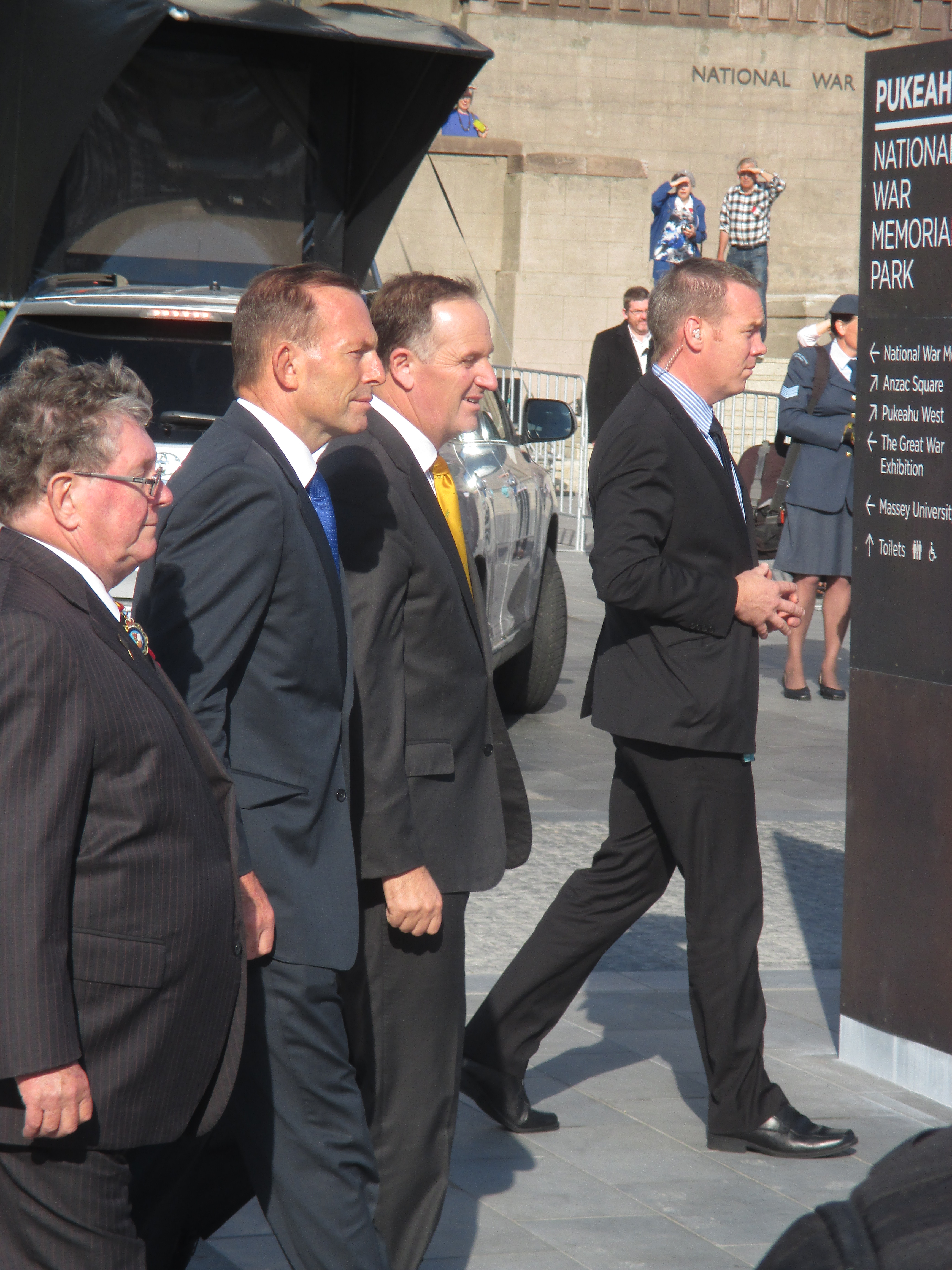
Tony Abbott, allora Primo Ministro dell'Australia, e John Key, allora Primo Ministro della Nuova Zelanda, nel 2015

I due paesi e i loro predecessori coloniali hanno intrattenuto relazioni diplomatiche amichevoli ininterrotte per tutto il periodo della loro convivenza dall'inizio del XIX secolo fino ad oggi. Fanno entrambi parte degli Stati membri delle Nazioni Unite e, in precedenza, figuravano tra i fondatori della Società delle Nazioni, nella quale rimasero fino alla sua dissoluzione. Per il resto, esiste un alto grado di comunanza tra le appartenenze alle organizzazioni internazionali dell'Australia e quelle della Nuova Zelanda, come con riguardo alla stipula di trattati multilaterali di importanza mondiale. Non mancano anche partecipazioni al blocco commerciale continentale, tavoli di discussione, alleanze militari, intese di condivisione e interoperabilità e associazioni regionali.
Tra le tante, si segnalano l'adesione all'Organizzazione mondiale del commercio, all'APEC, all'AIEA, Vertice dell'Asia orientale, Consiglio di cooperazione economica del Pacifico, Forum delle isole del Pacifico, Area di libero scambio ASEAN-Australia-Nuova Zelanda, Conferenza sul disarmo, Corte penale internazionale, Organizzazione per la proibizione delle armi chimiche, Interpol, WIPO, Fondo monetario internazionale, gruppo della Banca mondiale, Iniziativa globale per la lotta al terrorismo nucleare, gruppo di Cairns, Iniziativa di sicurezza in materia di proliferazione, Organizzazione idrografica internazionale, Organizzazione marittima internazionale, Commissione internazionale per la caccia alle balene, Organizzazione internazionale per le migrazioni, Autorità internazionale dei fondali marini, Fondo internazionale per lo sviluppo agricolo, OCSE, Piano Colombo, Banca asiatica di sviluppo, Segretariato della Comunità del Pacifico, Programma della regione del Pacifico per l'ambiente e l'Organizzazione mondiale della sanità animale. Entrambi sono osservatori occasionali dell'ASEAN.

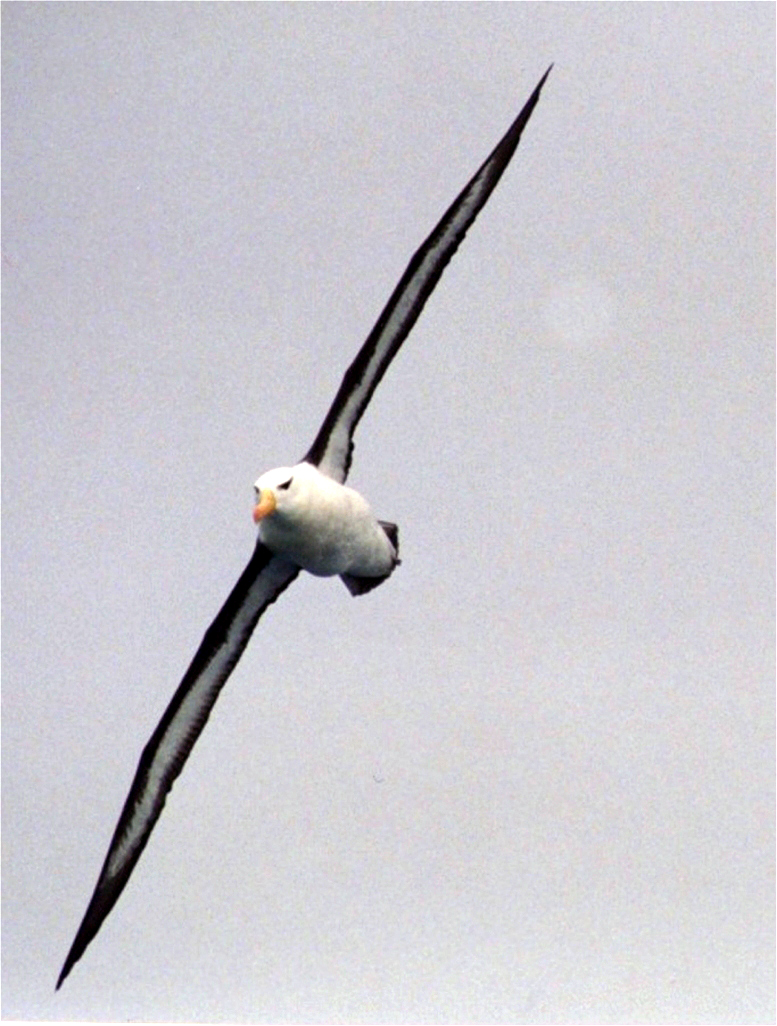
Un albatro sopracciglio nero, incluso tra le specie protette degli accordi relativi alla conservazione del patrimonio marittimo in Australia e in Nuova Zelanda

Entrambi hanno firmato e ratificato la Convenzione internazionale sui diritti civili e politici, il suo Primo e Secondo Protocollo opzionale, la Convenzione contro la tortura, la Convenzione sull'eliminazione di ogni forma di discriminazione della donna e il suo protocollo opzionale, la Prima Convenzione dell'Aia - con l'adesione dell'Australia alla Seconda Convenzione dell'Aia, Convenzione internazionale sui diritti dell'infanzia, Convenzione di Vienna sulle relazioni diplomatiche, Convenzioni di Ginevra, Trattato Antartico, Trattato sullo spazio extra-atmosferico, Convenzione sulla riduzione dell'apolidia, Convenzione sul genocidio, Trattato di non proliferazione nucleare, la Convenzione sulle armi chimiche, la Convenzione sulle armi biologiche, il CTBT, il Trattato di Rarotonga, la Convenzione quadro dell'OMS per la lotta al tabagismo, UNCLOS, la Convenzione contro la desertificazione, la Convenzione di Berna, la Convenzione universale sul diritto d'autore, l'accordo TRIPs, l'accordo di Wassenaar, Convenzione internazionale sull'eliminazione di ogni forma di discriminazione razziale - con in aggiunta l'accettazione dell'Australia con riguardo alla competenza della Commissione contro la discriminazione razziale per controversie specifiche - la Convenzione quadro sui cambiamenti climatici e il protocollo di Kyoto, il trattato di Ottawa, l'Accordo sulla conservazione di albatros e procellarie, la Convenzione ENMOD, la Convenzione di Ramsar, la Convenzione di Parigi per la protezione della proprietà industriale, il trattato di cooperazione in materia di brevetti, la convenzione unica sugli stupefacenti e la convenzione sulle sostanze psicotrope. Entrambi hanno votato contro l'adozione della Dichiarazione dei diritti dei popoli indigeni all'Assemblea generale delle Nazioni Unite, così come hanno rifiutato di firmare il Protocollo opzionale alla Convenzione sui diritti delle persone con disabilità.
La Nuova Zelanda ha firmato e ratificato il Protocollo opzionale alla Convenzione contro la tortura e altri trattamenti o pene crudeli, inumani o degradanti; l'Australia lo ha firmato senza ratificarlo. L'Australia, ma non la Nuova Zelanda, è membro dell'Agenzia per l'energia nucleare e dell'UNIDROIT e parte del Trattato sul diritto dei brevetti, del Trattato di Budapest, del Trattato sul copyright WIPO, dell'Accordo IPC, della Convenzione sullo status di apolidia e del Trattato sulla Luna. Mentre l'Australia ha firmato e ratificato la Convenzione per la conservazione delle foche antartiche, la Nuova Zelanda non l'ha ratificata fino al 2003.
Dal 1923 al 1968 entrambe le nazioni insieme al Regno Unito esercitarono l'amministrazione fiduciaria di Nauru ai sensi dell'intesa sull'Isola di Nauru. Nel periodo dal 2001 al 2007 la Nuova Zelanda ha accettato l'arrivo di alcuni traghetti con l'assegnazione di una quota di migranti in Australia per il trattamento dell'immigrazione come parte della Soluzione Pacifica (Pacific Solution), incentrato sul centro di detenzione commissionato sull'isola di Manus in Papua Nuova Guinea.
I due paesi sono stati i principali partecipanti alla Missione di assistenza regionale alle Isole Salomone avviata dal 2003.
All'inizio di novembre 2017, il primo ministro australiano Malcolm Turnbull ha rifiutato un'offerta della sua controparte neozelandese Jacinda Ardern di reinsediare 150 richiedenti asilo da Nauru e dall'isola di Manus in Nuova Zelanda sulla base del fatto che l'Australia stava perseguendo un accordo per il reinsediamento dei rifugiati con gli Stati Uniti. Il ministro dell'immigrazione australiano Peter Dutton ha inoltre affermato che l'offerta della Nuova Zelanda avrebbe incoraggiato più trafficanti di persone a viaggiare dalla Nuova Zelanda all'Australia. Questa offerta ha coinciso con gli sforzi australiani di chiudere il Manus Regional Processing Center. Dutton ha pure segnalato che l'offerta proposta dalla Nuova Zelanda avrebbe potuto danneggiare le relazioni bilaterali tra i due paesi.

## Sport

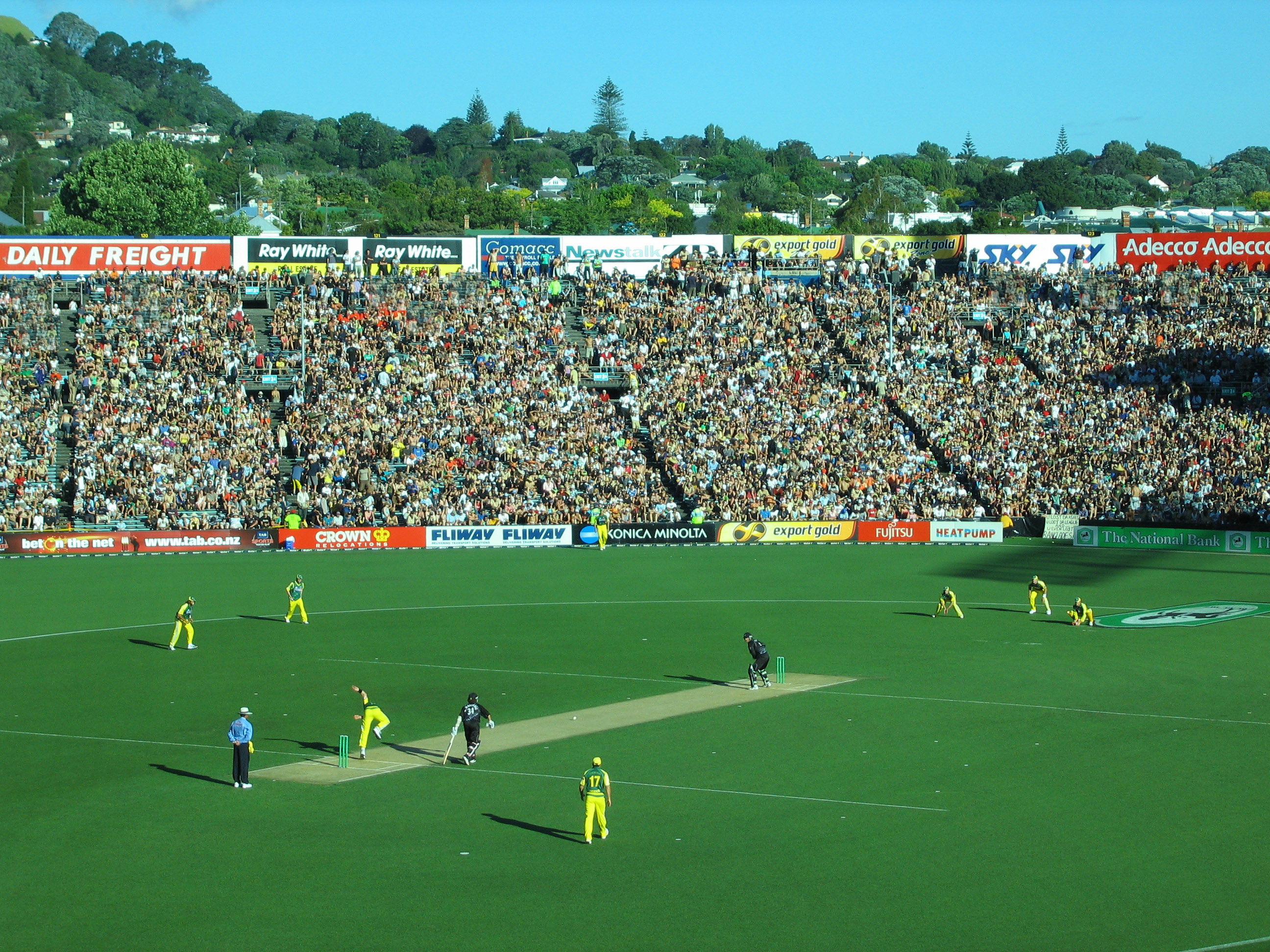
Partita di cricket ODI nel trofeo Chappell-Hadlee all'Eden Park. La Nuova Zelanda è in battuta

Il cricket, il rugby a 15, il rugby a 13 e il netball sono gli sport in cui emergono le principali rivalità sportive tra le due nazioni oceaniche. Per il resto, in particolare, le rispettive squadre nazionali si sono affrontate a bocce, basket, calcio, hockey su prato e touch football. Competizioni a cadenza periodica si tengono tra squadre nazionali nell'unione di rugby maschile, campionato di rugby, calcio e basket, e anche netball femminile.

## Galleria d'immagini

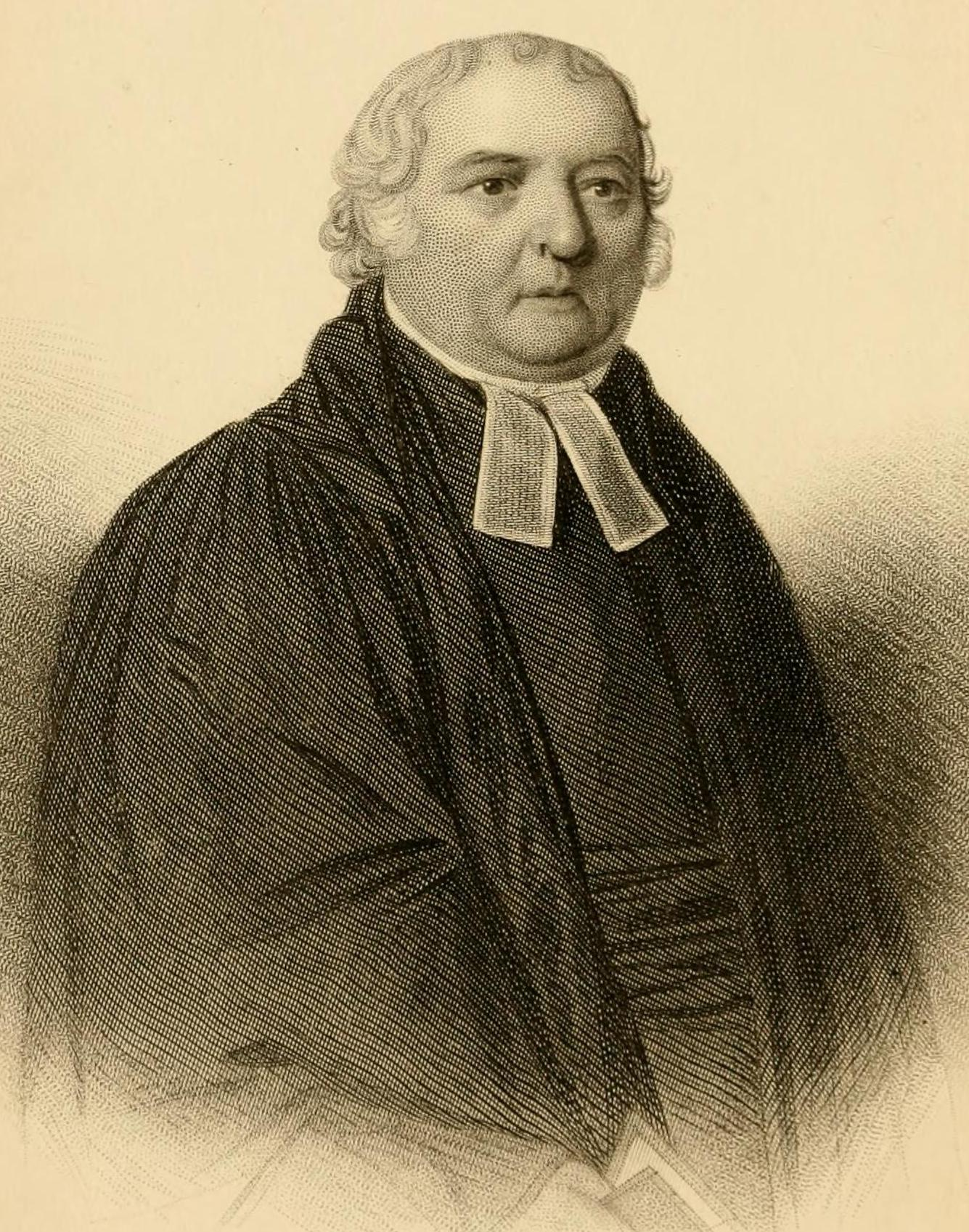
Il reverendo Samuel Marsden (1765–1838), colono australiano famoso per aver introdotto il cristianesimo in Nuova Zelanda
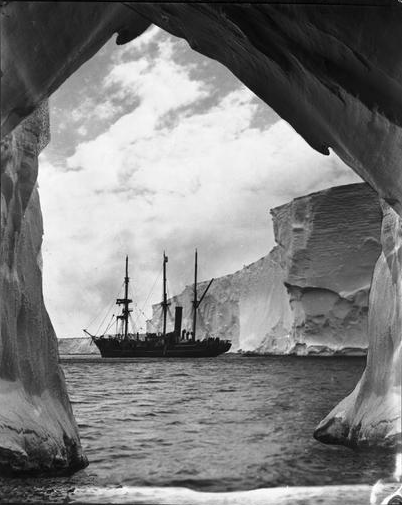
La SY Aurora, imbarcazione nella spedizione Aurora
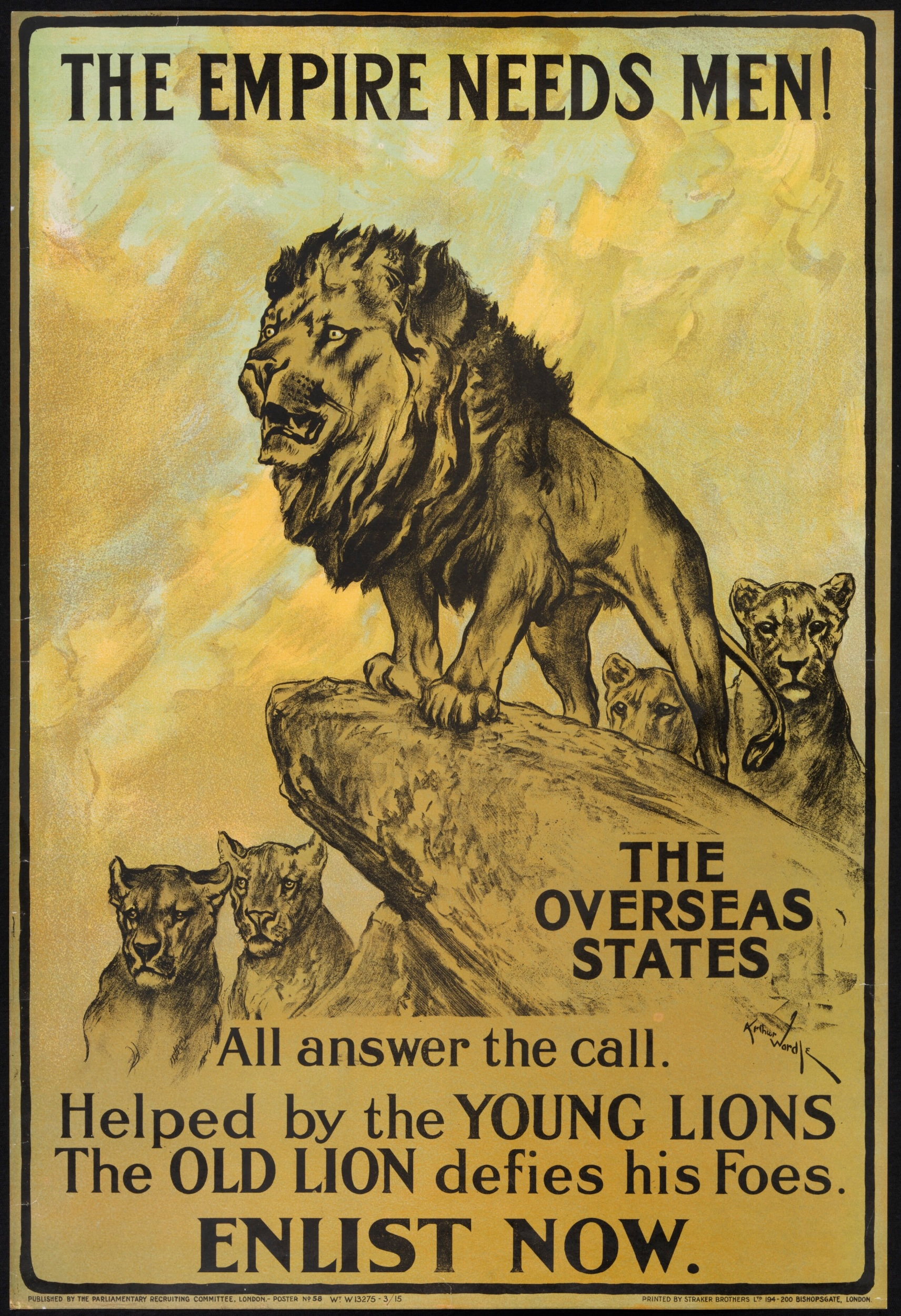
Manifesto di reclutamento che esorta gli uomini dei domini britannici ad arruolarsi nella Grande Guerra (1915)
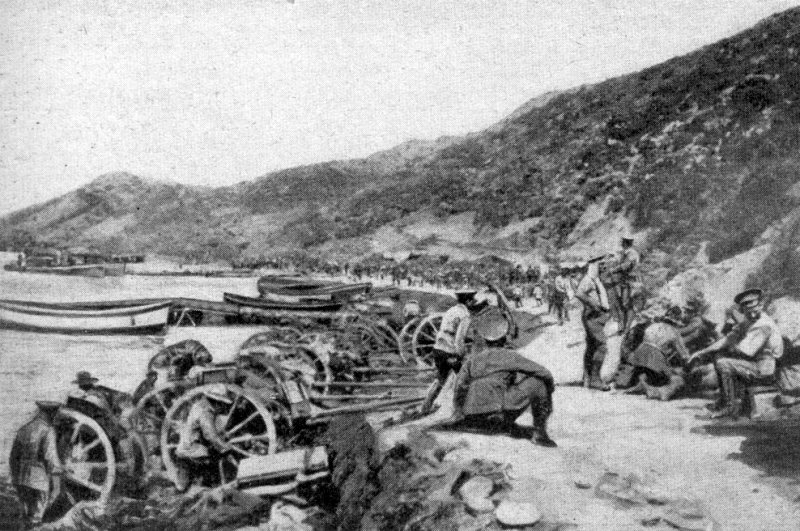
Truppe australiane e neozelandesi di pattuglia nel proprio accampamento nella prima guerra mondiale in uno scatto del 25 aprile 1915
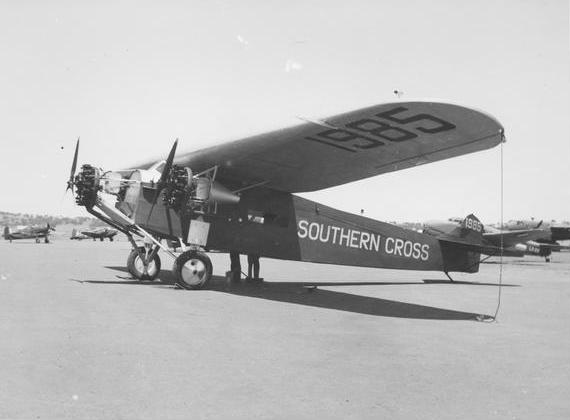
Il Southern Cross, il primo aeroplano a tentare una traversata partendo dalla Tasmania
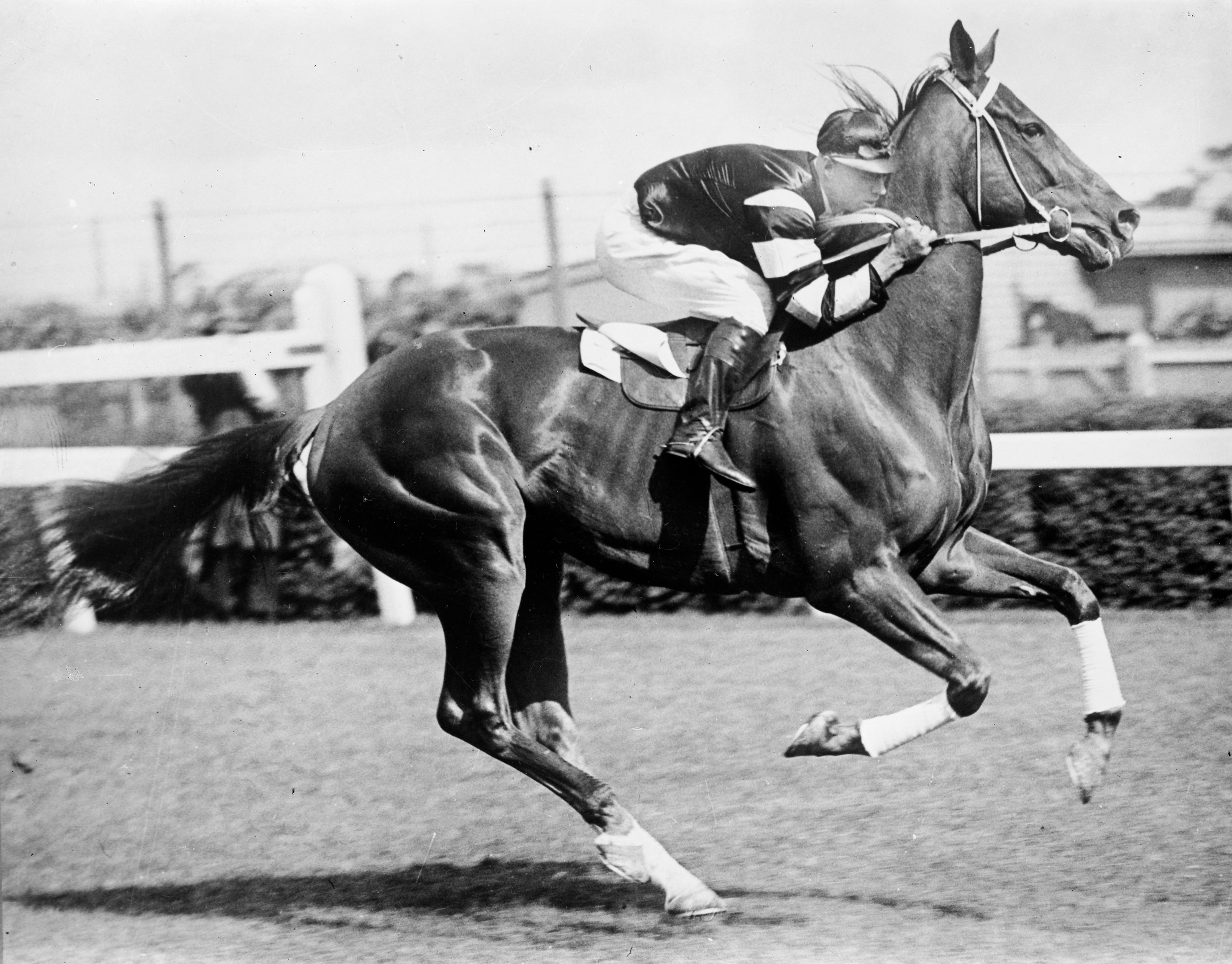
Phar Lap, il cavallo nato in Nuova Zelanda vincitore della Melbourne Cup nel 1930
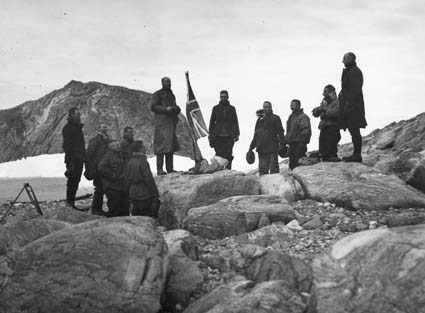
Douglas Mawson con i membri di BANZARE che intorno al 1930 raggiunsero la Terra di Mac. Robertson e la rivendicarono per la Corona
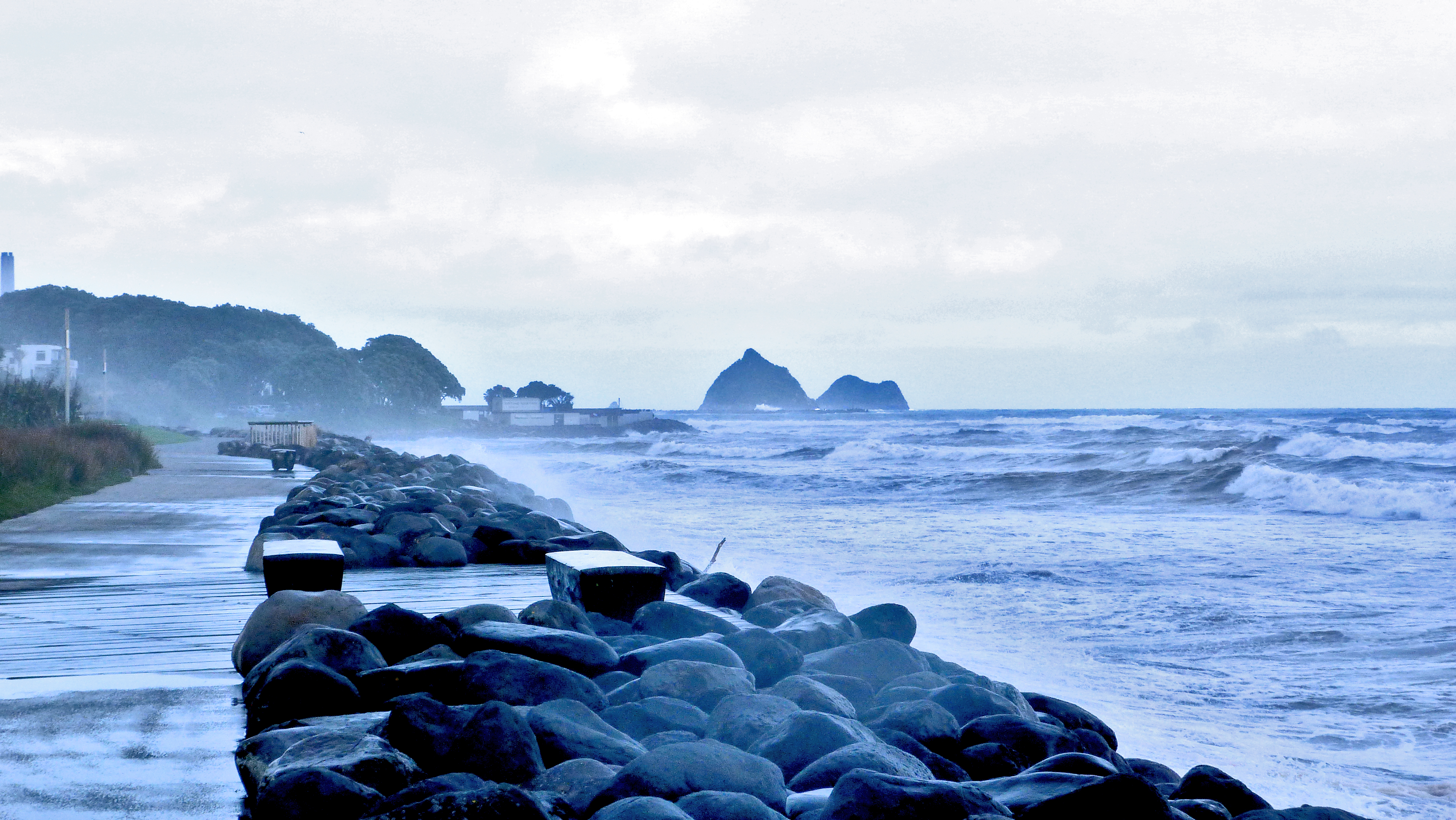
Costa di New Plymouth, dove nel 2007 terminò con successo la prima traversata in kayak partita dalla Tasmania
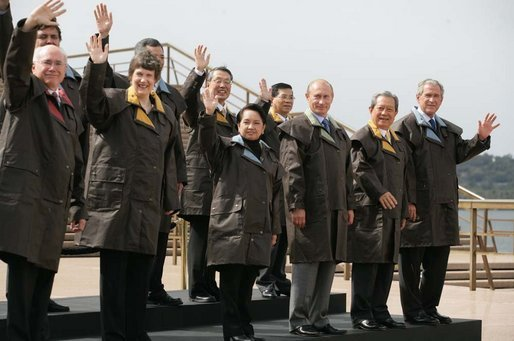
I Primi ministri dei due paesi oceanici a sinistra tra i capi di Stato facenti parte dell'APEC nel 2007
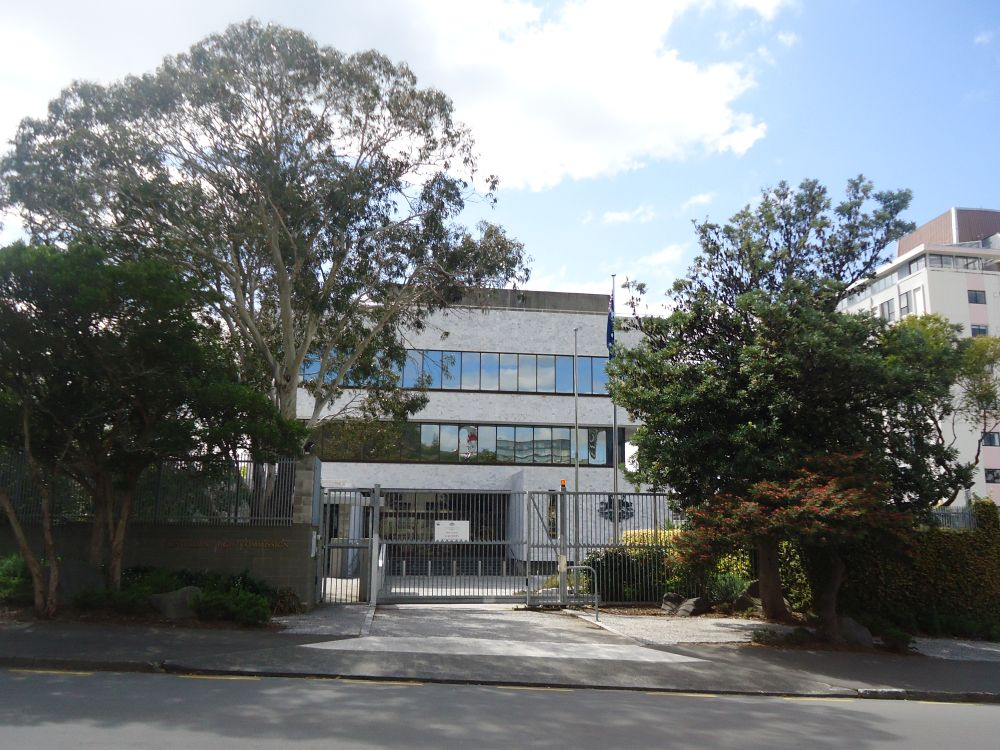
L'Alto Commissariato australiano a Wellington
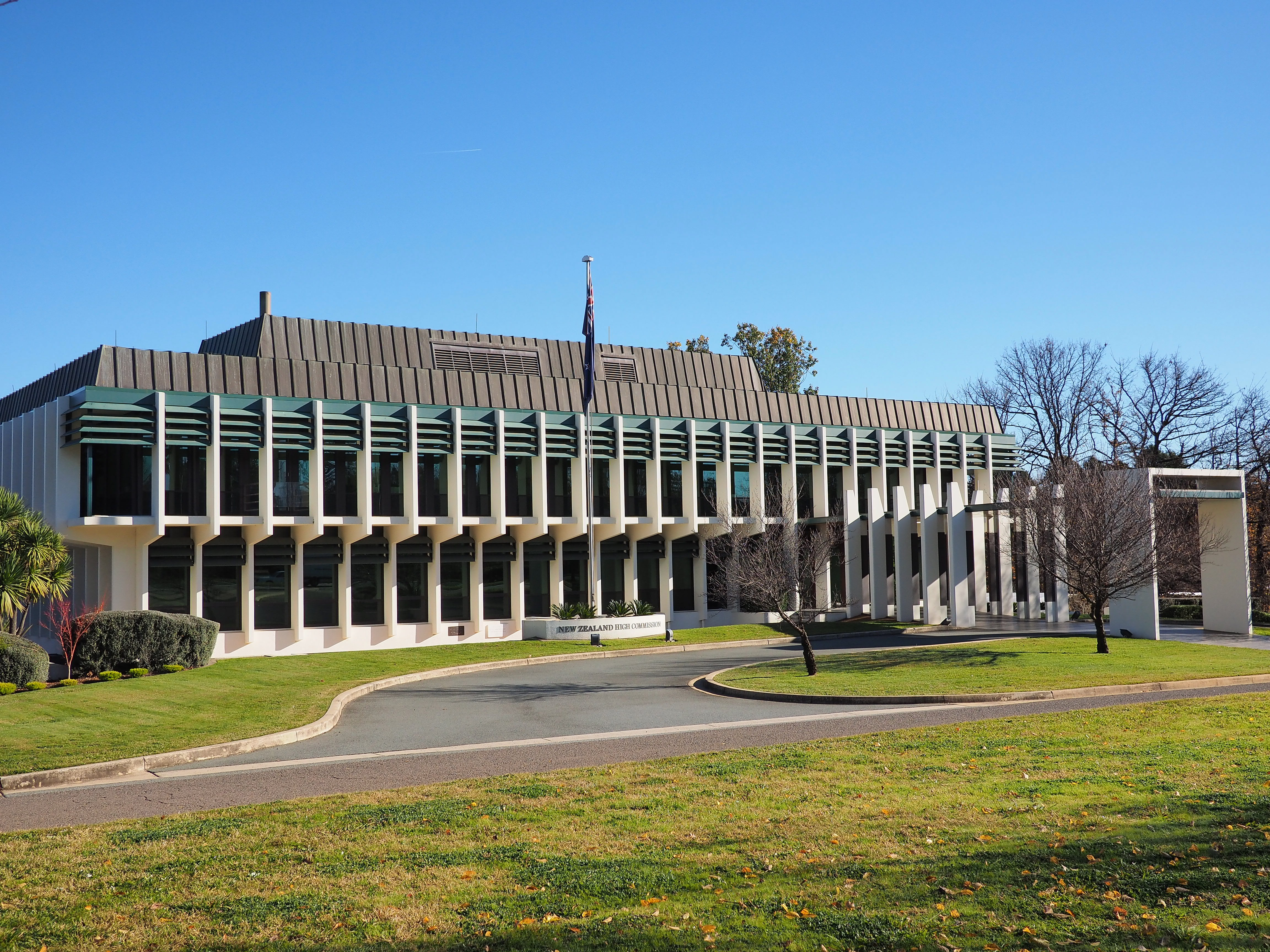
L'Alto Commissariato neozelandese a Canberra
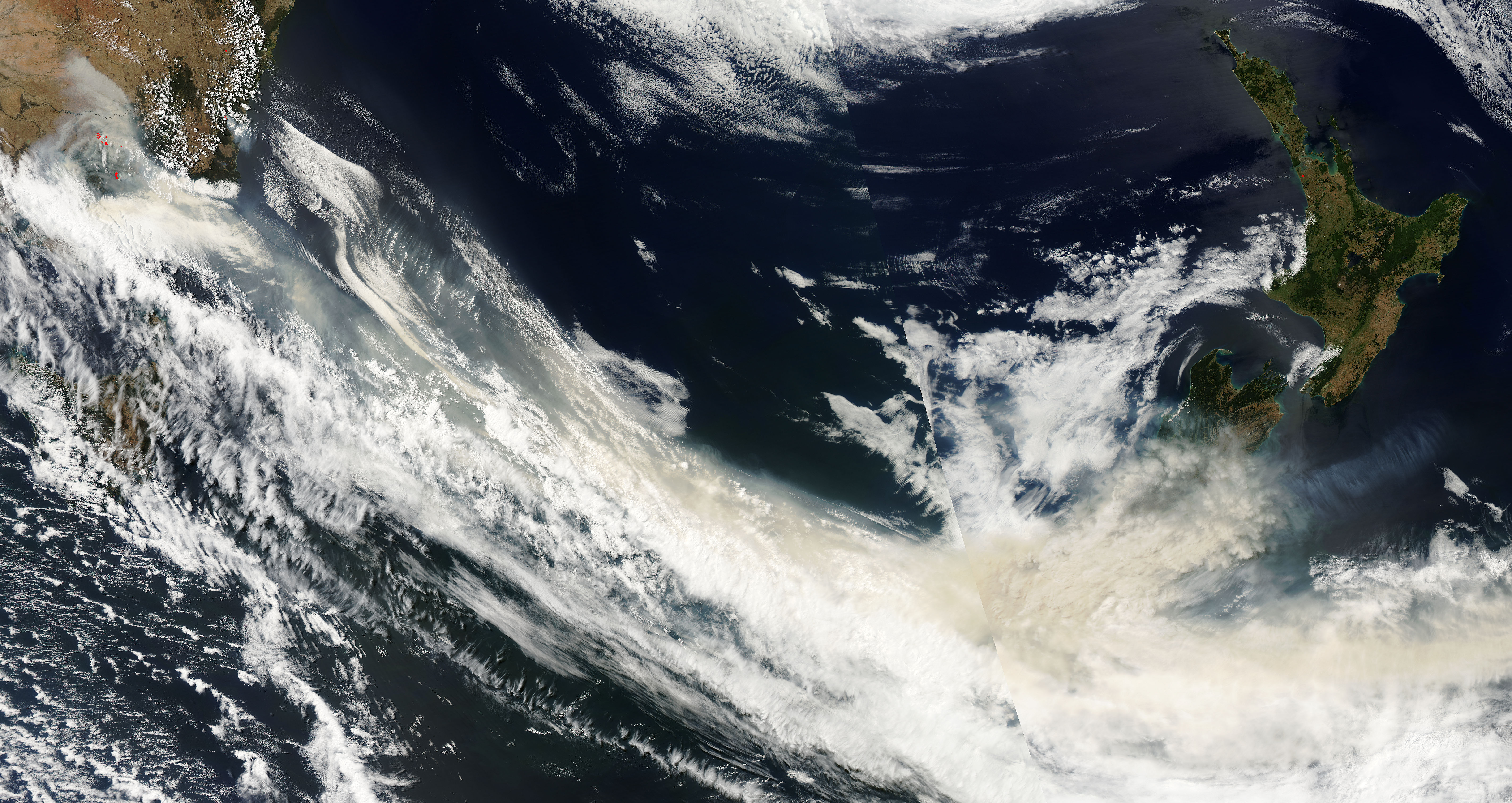
Il fumo degli incendi boschivi del sabato nero attraversa il Mar di Tasmania meridionale nel febbraio 2009